# Montech
Montech [mɔ̃tɛʃ] (en occitan Montuèg) est une commune française du département de Tarn-et-Garonne, en région Occitanie.
Sur le plan historique et culturel, la commune est dans le Pays Montalbanais, correspondant à la partie méridionale du Quercy.
Exposée à un climat océanique altéré, elle est drainée par le canal latéral à la Garonne, la Garonne, le canal de Montech, le ruisseau de Larone, le ruisseau de Pantagnac, le ruisseau de Rafié, le ruisseau de Verdié, le ruisseau du Vergnet, le ruisseau de Sanguinenc et par divers autres petits cours d'eau. La commune possède un patrimoine naturel remarquable : deux sites Natura 2000 (« Garonne, Ariège, Hers, Salat, Pique et Neste » et la « vallée de la Garonne de Muret à Moissac »), un espace protégé (le « cours de la Garonne, de l'Aveyron, du Viaur et du Tarn ») et six zones naturelles d'intérêt écologique, faunistique et floristique.
Montech est une commune urbaine qui compte 6 657 habitants en 2022, après avoir connu une forte hausse de la population depuis 1962. Elle est dans l'unité urbaine de Montech et fait partie de l'aire d'attraction de Montauban. Ses habitants sont appelés les Montéchois ou  Montéchoises.

## Géographie

### Localisation
Commune du Quercy située dans pays Montalbanais en Bas-Montauban.

### Communes limitrophes
Montech est limitrophe de sept autres communes.
Les communes limitrophes sont Escatalens, Bourret, Bressols, Finhan, Lacourt-Saint-Pierre, Mas-Grenier et Montbartier.
| Escatalens  |         | Lacourt-Saint-Pierre |
| Bourret     | Montech | Bressols             |
| Mas-Grenier | Finhan  | Montbartier          |

### Voies de communication et transports
Accès par l'autoroute A62 et les routes RN 113, D 928 et le réseau des voies navigables.
La ligne 933 du réseau liO relie la commune à Montauban et à Auch.

### Hydrographie

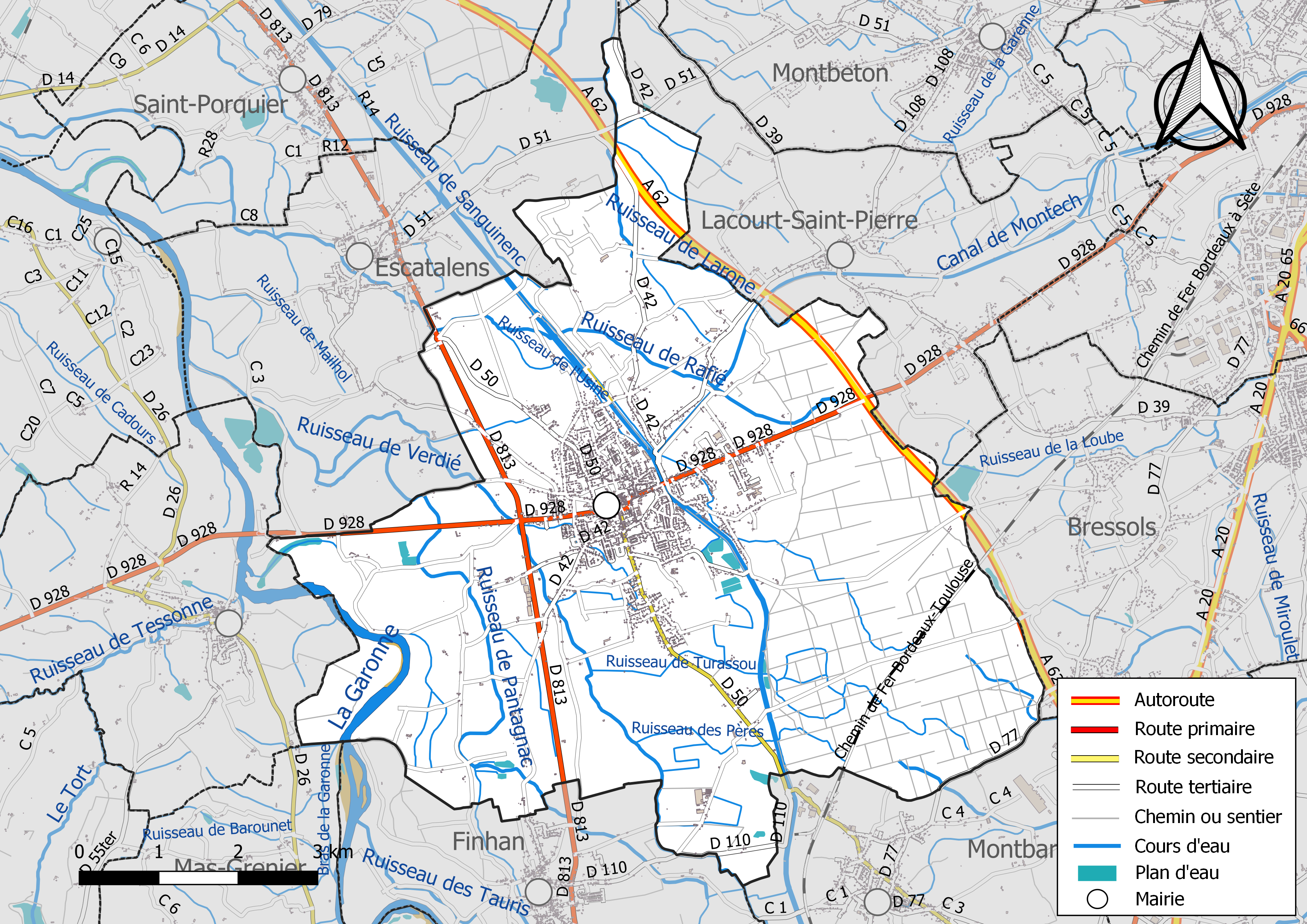
Réseaux hydrographique et routier de Montech.

La commune est dans le bassin versant de la Garonne, au sein du bassin hydrographique Adour-Garonne. Elle est drainée par la Garonne, le canal de Montech, le ruisseau de Larone, le ruisseau de Pantagnac, le ruisseau de Rafié, le ruisseau de Verdié, le ruisseau du Vergnet, le ruisseau de Sanguinenc, un bras de la Garonne, le ruisseau de la Rode, le ruisseau de l'Usine, le ruisseau des Pères et par divers petits cours d'eau, constituant un réseau hydrographique de 80 km de longueur totale,.
La Garonne est un fleuve principalement français prenant sa source en Espagne et qui coule sur 529 km avant de se jeter dans l’océan Atlantique.
Le canal de Montech, d'une longueur totale de 10,9 km, prend sa source dans la commune et s'écoule du sud-ouest vers le nord-est. Il traverse la commune et se jette dans le Tarn à Montauban, après avoir traversé 3 communes.
Le ruisseau de Larone, d'une longueur totale de 23,6 km, prend sa source dans la commune et s'écoule du sud-est vers le nord-ouest. Il traverse la commune et se jette dans le Tarn à Castelsarrasin, après avoir traversé 8 communes.
Le ruisseau de Pantagnac, d'une longueur totale de 12,9 km, prend sa source dans la commune de Finhan et s'écoule du sud-est vers le nord-ouest. Il traverse la commune et se jette dans la Garonne à Cordes-Tolosannes, après avoir traversé 4 communes.
Le ruisseau de Rafié, d'une longueur totale de 15,5 km, prend sa source dans la commune et s'écoule d'est en ouest. Il traverse la commune et se jette dans la Garonne à Castelsarrasin, après avoir traversé 5 communes.
Le ruisseau de Verdié, d'une longueur totale de 11,6 km, prend sa source dans la commune de Montbartier et s'écoule du sud-est vers le nord-ouest. Il traverse la commune et se jette dans le ruisseau de Pantagnac à Escatalens, après avoir traversé 4 communes.

### Climat
Pour des articles plus généraux, voir Climat de l'Occitanie et Climat de Tarn-et-Garonne.
En 2010, le climat de la commune est de type climat du Bassin du Sud-Ouest, selon une étude du Centre national de la recherche scientifique s'appuyant sur une série de données couvrant la période 1971-2000. En 2020, Météo-France publie une typologie des climats de la France métropolitaine dans laquelle la commune est exposée à un climat océanique altéré et est dans la région climatique Aquitaine, Gascogne, caractérisée par une pluviométrie abondante au printemps, modérée en automne, un faible ensoleillement au printemps, un été chaud (19,5 °C), des vents faibles, des brouillards fréquents en automne et en hiver et des orages fréquents en été (15 à 20 jours).
Pour la période 1971-2000, la température annuelle moyenne est de 13,5 °C, avec une amplitude thermique annuelle de 15,5 °C. Le cumul annuel moyen de précipitations est de 732 mm, avec 9,3 jours de précipitations en janvier et 5,6 jours en juillet. Pour la période 1991-2020, la température moyenne annuelle observée sur la station météorologique de Météo-France la plus proche, « Montauban », sur la commune de Montauban à 12 km à vol d'oiseau, est de 13,9 °C et le cumul annuel moyen de précipitations est de 710,2 mm. 
La température maximale relevée sur cette station est de 42,6 °C, atteinte le 24 août 2023 ; la température minimale est de −20 °C, atteinte le 16 janvier 1985,,.
Les paramètres climatiques de la commune ont été estimés pour le milieu du siècle (2041-2070) selon différents scénarios d'émission de gaz à effet de serre à partir des nouvelles projections climatiques de référence DRIAS-2020. Ils sont consultables sur un site dédié publié par Météo-France en novembre 2022.

### Milieux naturels et biodiversité

#### Espaces protégés
La protection réglementaire est le mode d’intervention le plus fort pour préserver des espaces naturels remarquables et leur biodiversité associée,.
Un  espace protégé est présent sur la commune : 
le « cours de la Garonne, de l'Aveyron, du Viaur et du Tarn », objet d'un arrêté de protection de biotope, d'une superficie de 1 262,3 ha.

#### Réseau Natura 2000

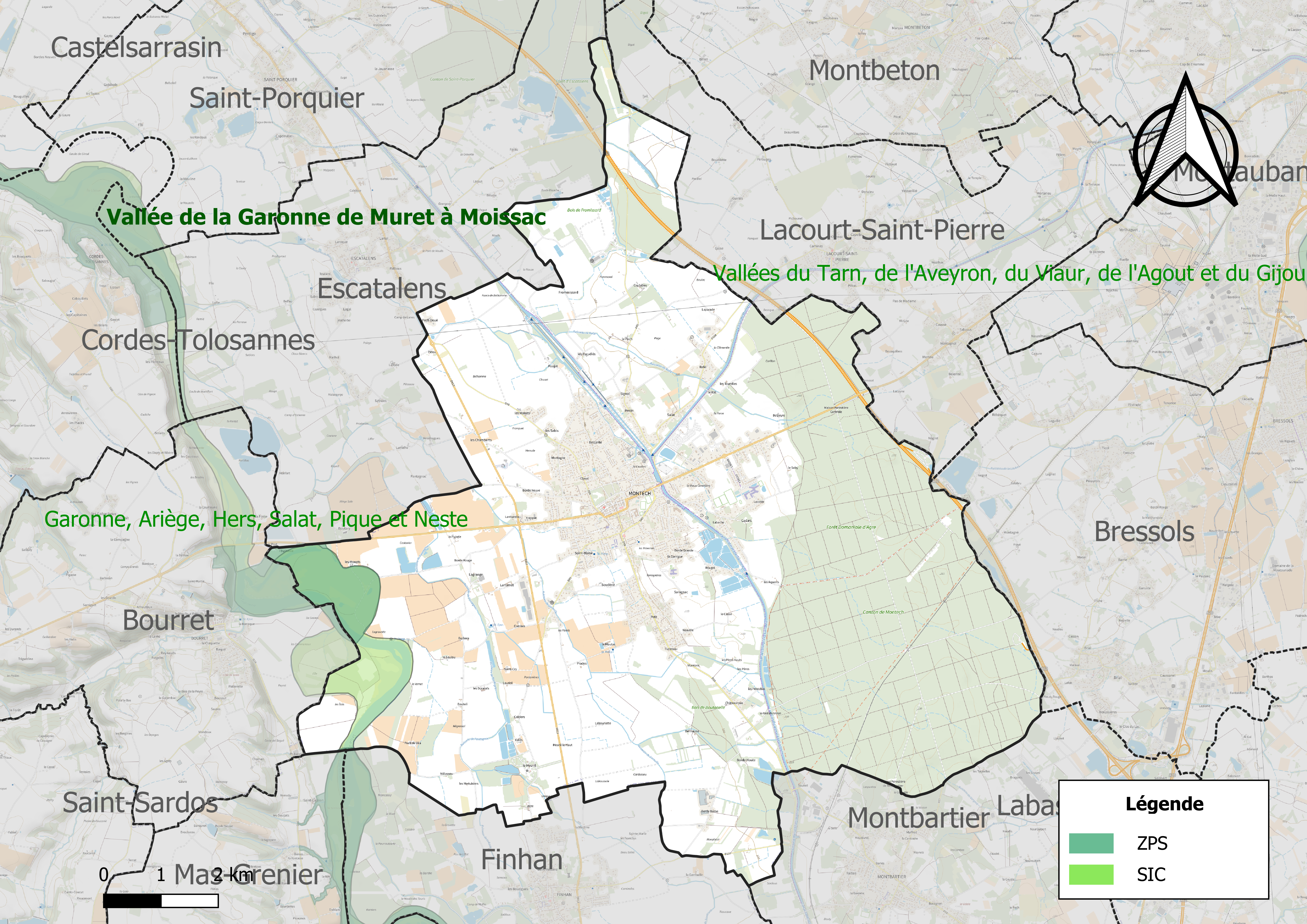
Site Natura 2000 sur le territoire communal.

Le réseau Natura 2000 est un réseau écologique européen de sites naturels d'intérêt écologique élaboré à partir des directives habitats et oiseaux, constitué de zones spéciales de conservation (ZSC) et de zones de protection spéciale (ZPS).
Un site Natura 2000 a été défini sur la commune au titre de la directive habitats :
- « Garonne, Ariège, Hers, Salat, Pique et Neste », d'une superficie de 9 581 ha, un réseau hydrographique pour les poissons migrateurs, avec des zones de frayères actives et potentielles importantes pour le Saumon en particulier qui fait l'objet d'alevinages réguliers et dont des adultes atteignent déjà Foix sur l'Ariège[23]

et un au titre de la directive oiseaux : 
- la « vallée de la Garonne de Muret à Moissac », d'une superficie de 4 493 ha, hébergeant une avifaune bien représentée en diversité, mais en effectifs limités (en particulier, baisse des populations de plusieurs espèces de hérons). Sept espèces de hérons y nichent, dont le héron pourpré, ainsi que le Milan noir (avec des effectifs importants), l'Aigle botté, le Petit gravelot, la Mouette mélanocéphale, la Sterne pierregarin et le Martin-pêcheur[24].

#### Zones naturelles d'intérêt écologique, faunistique et floristique
L’inventaire des zones naturelles d'intérêt écologique, faunistique et floristique (ZNIEFF) a pour objectif de réaliser une couverture des zones les plus intéressantes sur le plan écologique, essentiellement dans la perspective d’améliorer la connaissance du patrimoine naturel national et de fournir aux différents décideurs un outil d’aide à la prise en compte de l’environnement dans l’aménagement du territoire.
Cinq ZNIEFF de type 1 sont recensées sur la commune :
- les « bassins de pisciculture de Montech » (26 ha)[26] ;
- les « étangs du Mesnil » (18 ha)[27] ;
- la « forêt d'Agre et d'Escatalens, bois de la Moutette, de la Barraque et de Fromissard » (671 ha), couvrant 6 communes du département[28] ;
- la « forêt d'Agre-Montech » (1 561 ha), couvrant 4 communes du département[29] ;
- « la Garonne de Montréjeau jusqu'à Lamagistère » (5 075 ha), couvrant 92 communes dont 63 dans la Haute-Garonne, trois en Lot-et-Garonne et 26 en Tarn-et-Garonne[30] ;

et une ZNIEFF de type 2, : 
« la Garonne et milieux riverains, en aval de Montréjeau » (6 874 ha), couvrant 93 communes dont 64 dans la Haute-Garonne, trois en Lot-et-Garonne et 26 en Tarn-et-Garonne.

Carte des ZNIEFF de type 1 et 2 à Montech.
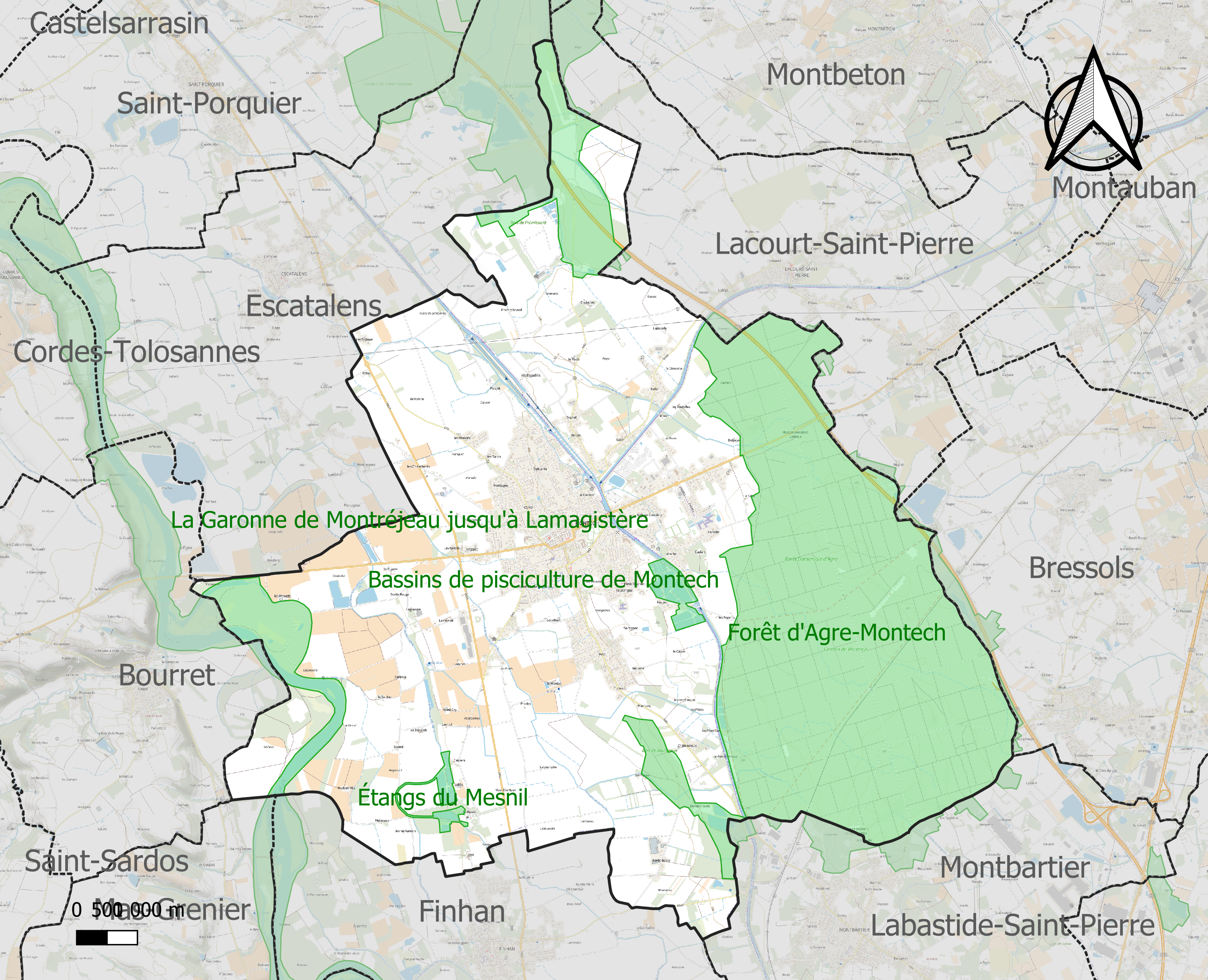
Carte des ZNIEFF de type 1 sur la commune.
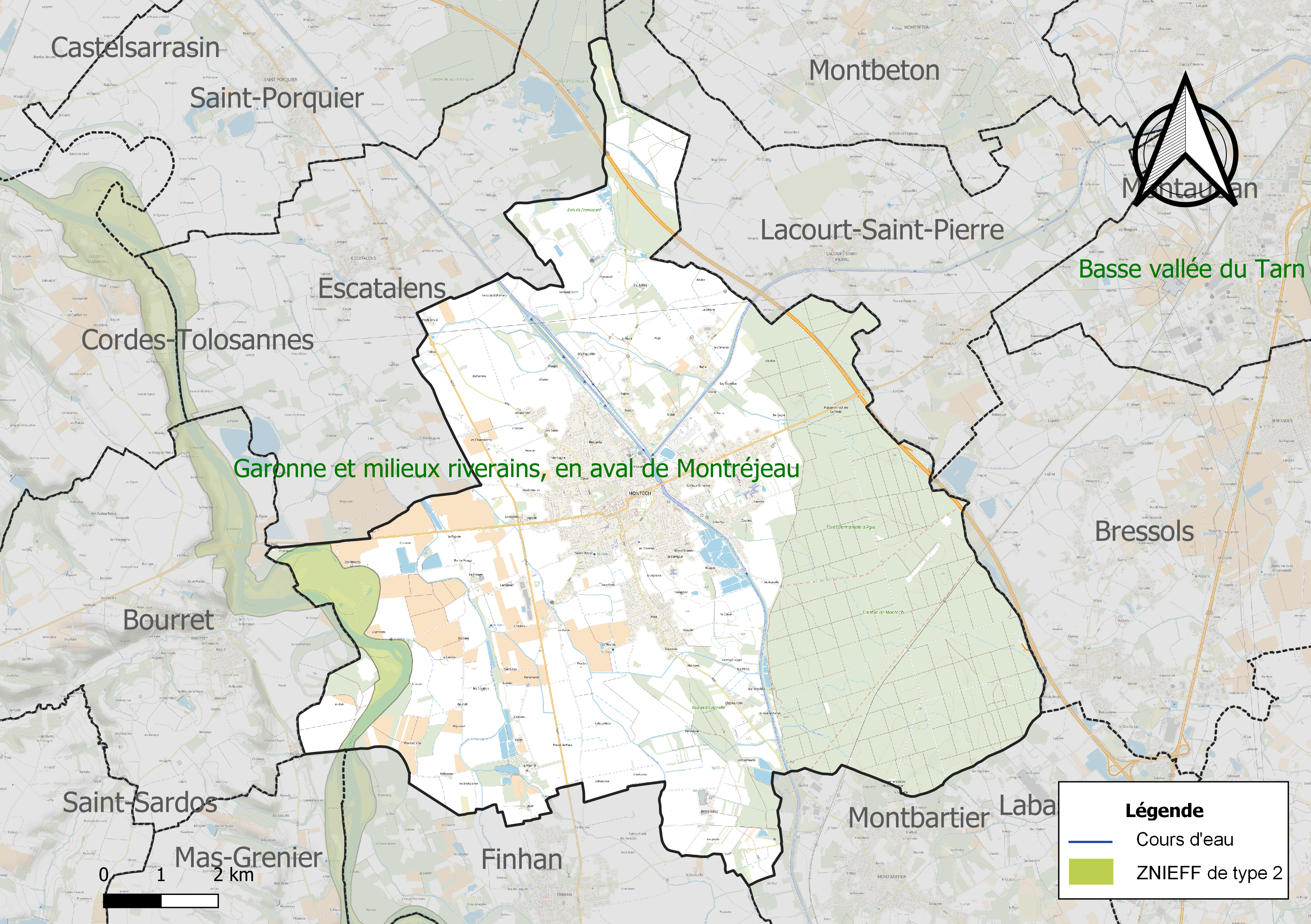
Carte de la ZNIEFF de type 2 sur la commune.

## Urbanisme

### Typologie
Au 1er janvier 2024, Montech est catégorisée petite ville, selon la nouvelle grille communale de densité à sept niveaux définie par l'Insee en 2022.
Elle appartient à l'unité urbaine de Montech, une unité urbaine monocommunale constituant une ville isolée,. Par ailleurs la commune fait partie de l'aire d'attraction de Montauban, dont elle est une commune de la couronne,. Cette aire, qui regroupe 50 communes, est catégorisée dans les aires de 50 000 à moins de 200 000 habitants,.

### Occupation des sols
L'occupation des sols de la commune, telle qu'elle ressort de la base de données européenne d’occupation biophysique des sols Corine Land Cover (CLC), est marquée par l'importance des territoires agricoles (54,9 % en 2018), en diminution par rapport à 1990 (59,5 %). La répartition détaillée en 2018 est la suivante : 
terres arables (38 %), forêts (31 %), zones urbanisées (8,9 %), cultures permanentes (7,4 %), zones agricoles hétérogènes (6,1 %), prairies (3,4 %), eaux continentales (1,9 %), milieux à végétation arbustive et/ou herbacée (1,6 %), mines, décharges et chantiers (1 %), zones industrielles ou commerciales et réseaux de communication (0,7 %). L'évolution de l’occupation des sols de la commune et de ses infrastructures peut être observée sur les différentes représentations cartographiques du territoire : la carte de Cassini (XVIIIe siècle), la carte d'état-major (1820-1866) et les cartes ou photos aériennes de l'IGN pour la période actuelle (1950 à aujourd'hui).

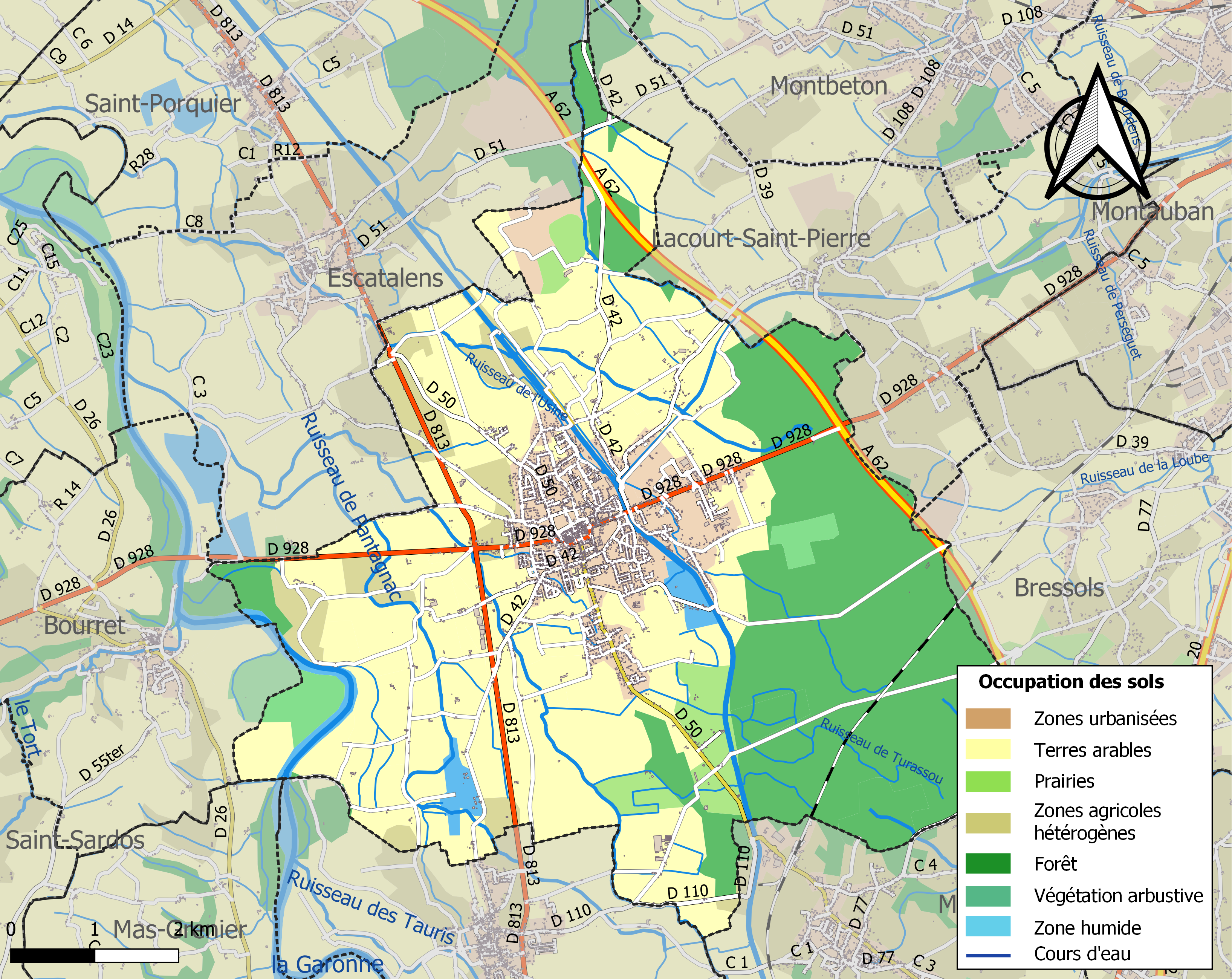
Carte des infrastructures et de l'occupation des sols de la commune en 2018 (CLC).

### Risques majeurs
Le territoire de la commune de Montech est vulnérable à différents aléas naturels : météorologiques (tempête, orage, neige, grand froid, canicule ou sécheresse), inondations, feux de forêts, mouvements de terrains et séisme (sismicité très faible). Il est également exposé à un risque technologique, le transport de matières dangereuses. Un site publié par le BRGM permet d'évaluer simplement et rapidement les risques d'un bien localisé soit par son adresse soit par le numéro de sa parcelle.

#### Risques naturels
Certaines parties du territoire communal sont susceptibles d’être affectées par le risque d’inondation par débordement de cours d'eau, notamment la Garonne, le canal latéral à la Garonne, le canal de Montech, le ruisseau de Pantagnac, le ruisseau de Verdié, le ruisseau de Rafié, le ruisseau du Vergnet et le ruisseau de Larone. La cartographie des zones inondables en ex-Midi-Pyrénées réalisée dans le cadre du XIe Contrat de plan État-région, visant à informer les citoyens et les décideurs sur le risque d’inondation, est accessible sur le site de la DREAL Occitanie. La commune a été reconnue en état de catastrophe naturelle au titre des dommages causés par les inondations et coulées de boue survenues en 1982, 1994, 1996, 1999, 2000, 2006 et 2015,.
Montech est exposée au risque de feu de forêt du fait de la présence sur son territoire . Le département de Tarn-et-Garonne présentant toutefois globalement un niveau d’aléa moyen à faible très localisé, aucun Plan départemental de protection des forêts contre les risques d’incendie de forêt (PFCIF) n'a été élaboré. Le débroussaillement aux abords des maisons constitue l’une des meilleures protections pour les particuliers contre le feu,.

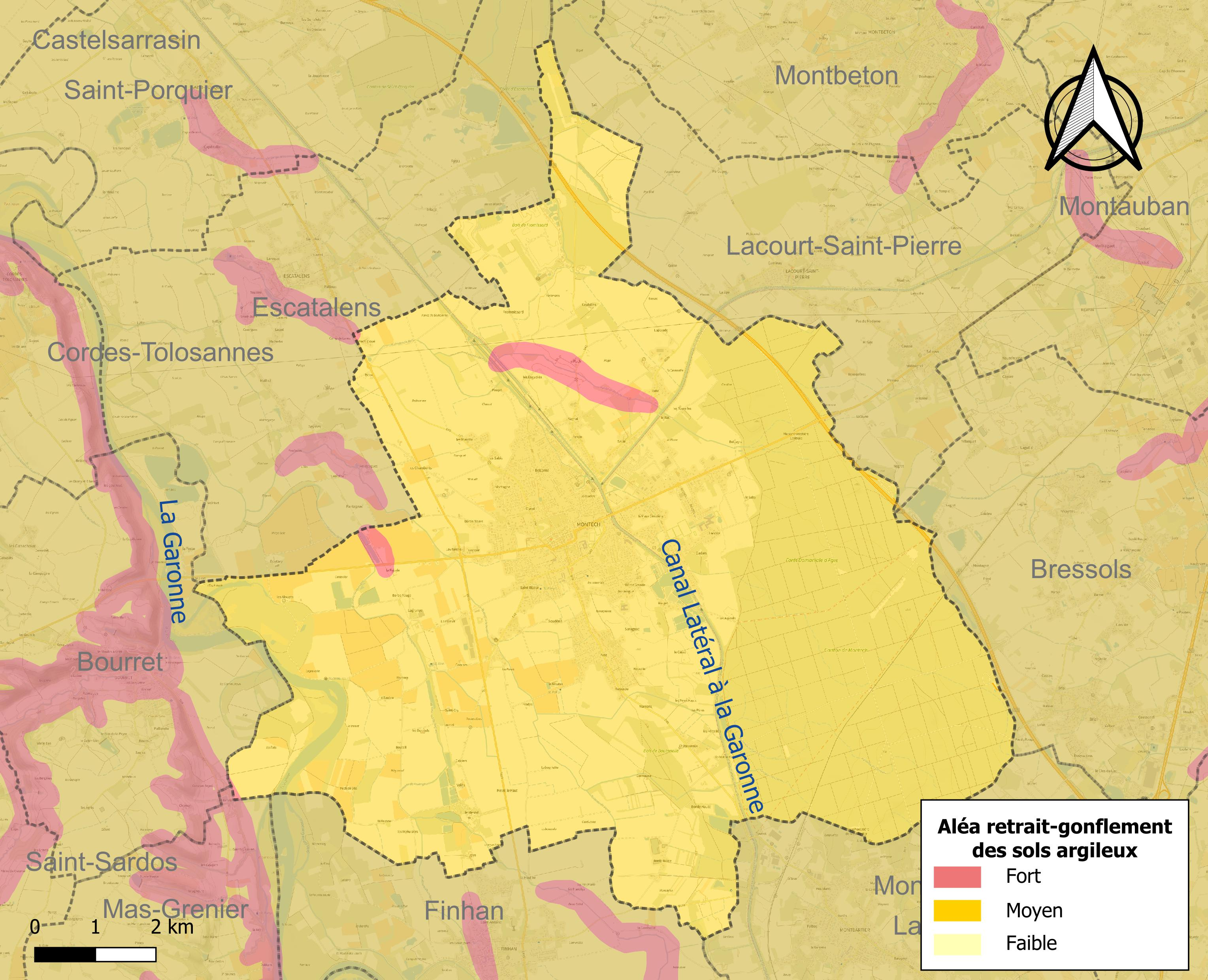
Carte des zones d'aléa retrait-gonflement des sols argileux de Montech.

Les mouvements de terrains susceptibles de se produire sur la commune sont des tassements différentiels.
Le retrait-gonflement des sols argileux est susceptible d'engendrer des dommages importants aux bâtiments en cas d’alternance de périodes de sécheresse et de pluie. La totalité de la commune est en aléa moyen ou fort (92 % au niveau départemental et 48,5 % au niveau national). Sur les 2 365 bâtiments dénombrés sur la commune en 2019, 2 365 sont en aléa moyen ou fort, soit 100 %, à comparer aux 96 % au niveau départemental et 54 % au niveau national. Une cartographie de l'exposition du territoire national au retrait gonflement des sols argileux est disponible sur le site du BRGM,.
Par ailleurs, afin de mieux appréhender le risque d’affaissement de terrain, l'inventaire national des cavités souterraines permet de localiser celles situées sur la commune.
Concernant les mouvements de terrains, la commune a été reconnue en état de catastrophe naturelle au titre des dommages causés par la sécheresse en 1989, 1991, 1992, 1998, 2002, 2003, 2011 et 2017 et par des mouvements de terrain en 1999.

#### Risques technologiques
Le risque de transport de matières dangereuses sur la commune est lié à sa traversée par des infrastructures routières ou ferroviaires importantes ou la présence d'une canalisation de transport d'hydrocarbures. Un accident se produisant sur de telles infrastructures est susceptible d’avoir des effets graves sur les biens, les personnes ou l'environnement, selon la nature du matériau transporté. Des dispositions d’urbanisme peuvent être préconisées en conséquence.

## Histoire

### Moyen Âge
En 1134, à l'initiative de Raymond Séradis et d'Alphonse Jourdain, comte de Toulouse, Montech devient un site fortifié, un "castrum", dont la fonction est de mieux protéger le Nord toulousain. 10 ans avant Montauban, est édifié un château comtal auprès duquel est fondée une ville neuve à laquelle aurait été octroyée une charte de coutumes dont la validité du texte évoqué par des érudits locaux reste suspecte aux médiévistes. Au sud-est, le château est intégré dans le système de fortifications qui sont entourées de profonds fossés. Le plan adopté pour cette ville neuve correspond à un plan de bastide-type (mais les bastides sont édifiées au XIIIe siècle) avec des rues se croisant à angle droit, une place centrale, des portes fortifiées avec pont-levis aux points cardinaux et devenues les seules voies d’accès.
Des tours flanquaient ces portes et trois des ailes de l’enceinte.
La porte du Terrier (au nord) est la porte principale. La ville devient royale en 1271, au temps de Philippe III le Hardi qui lui octroie une charte dont plusieurs copies anciennes, en latin, existent. À l'origine, l'église paroissiale Saint Étienne et son cimetière se situent au nord-est de la ville, à quelques centaines de mètres. Une chapelle est probablement édifiée près du château comtal, mais c'est au XIVe siècle qu'une nouvelle église dédiée à Notre Dame de la Visitation est construite.
Le fond de la nef et le chœur empiètent sur la basse cour du château.
Les guerres de religion ont fait de Montech un bastion du catholicisme face à Montauban la protestante.

### XVIIIesiècle
Au XVIIIe siècle, Montech a profité de la prospérité économique de Montauban, notamment avec l’industrie textile (tisserands, tailleurs, couturiers…).

### Révolution
En 1781, avec l'apparition de tensions et des prémices de la Révolution, les portes ont été reconstruites plus hautes et plus larges afin de protéger les maisons à pans de bois de la grand-rue et des ruelles adjacentes. Contre toute attente, la période révolutionnaire a préservé ce bâti. Les portes et les fossés ont existé jusqu’en 1830 et il reste les piliers de deux des quatre portes (Lafargue au sud et du château à l’est).
Sous le Directoire, la forêt, vaste bois appartenant au domaine royal depuis 1271 et l’annexion du comté de Toulouse à la couronne de France, a intégré le domaine de l’État.

### XIXesiècle
Au XIXe siècle, la ville s’est étendue. La route royale de Montauban à Auch a été construite, le tertre recouvrant l’ancienne promenade arasé et les fossés ont été comblés.
La construction du canal latéral à la Garonne, au milieu du XIXe siècle, a conforté les activités industrielles avec l’ouverture d’une papeterie (elle fermera en 1968).
L'ouverture à la circulation du pont de Bourret achève le grand axe routier traversant Montech par l’avenue André-Bonnet, les boulevards de la République et Lagal.
Les quartiers extérieurs, le Couderc et Lafeuillade en particulier, prennent de l’importance.
L’intérieur de la ville prend son aspect actuel. De nombreuses maisons sont construites de part et d’autre des grands boulevards : immeubles de briques roses semblables à de petits hôtels particuliers du XVIIe, XVIIIe et XIXe siècles, ou maisons à colombages.
Certains ont eu une fonction sociale et hospitalière importante, tels l’hôpital Saint-Esprit et l’orphelinat Larramet, qui ont laissé place à la mairie (installée à la fin du XIXe siècle). L’ancien hôpital civil, agrandi et réaménagé, abrite la maison de retraite « Le Parc » et un ancien hôtel particulier accueille la maison de retraite « La Maison ».
En ville et en campagne, la terre et les pans de bois sont associés à la brique crue ou cuite, parfois agrémentées de galets de Garonne ce qui confère aux maisons un ton coloré caractérisant l’architecture montéchoise.
Le béton de chaux a été employé pendant plusieurs décennies jusqu’à la Première Guerre mondiale. L’église de Lafeuillade et nombre d’habitations du bas de ville sont construites ainsi.

### Les années de guerre
En janvier 1943, les troupes allemandes arrivent à Montech. De nombreuses maisons sont réquisitionnées. Le château de Cadars est occupé par les officiers et la Kommandantur est installée place de la Mairie. La partie sud de la forêt est déclarée « zone interdite ».
Le 5 juin 1944, des habitants, membres de la 10e Compagnie Armée secrète prennent le maquis. Le détachement de Montech était commandé par Pierre Fourcade, alias Fournier, MM. Granier et Rouaux, retraités de l’Armée, Pierre Delos, Armand Bonnet et René Clavel. Le groupe traverse la Garonne en barque car les ponts étaient gardés. Après trois nuits de marche, les Montéchois et les Finhanais rejoignent des Beaumontois.
À Montech, la vie se poursuit. Le couvre-feu est décrété à 22 h. Le dépôt d’essence de Montbartier est bombardé à plusieurs reprises fin juillet. Deux résistants de Montricoux, André Jouany et Joseph Lespinet sont exécutés. Le 19 août, des explosions sont entendues en forêt. Les baraquements de la Cellulose, où logent les troupes allemandes, sautent. Le château de Cadars brûle. Un convoi allemand est intercepté à la Vitarelle. Le 20 août, au même endroit, Jean Lacaze, 20 ans, est tué lors d’un combat violent.
(Voir article sur André Bonnet, dans les personnalités ayant marqué MONTECH).

### Aujourd’hui
Au fil des ans, les principaux commerces se sont installés sur les larges rues et autour des places. En périphérie, avec les nouveaux axes de circulation, est apparu un habitat plus contemporain, parfois organisé en quartiers, dont les propriétaires et la commune veillent à préserver le cadre de vie.

### Héraldique
| Montech | Son blasonnement est : De gueules à trois feuilles de fougère d'argent réunies à la base, au chef cousu d'azur chargé de trois fleurs de lys d'or. |

## Politique et administration

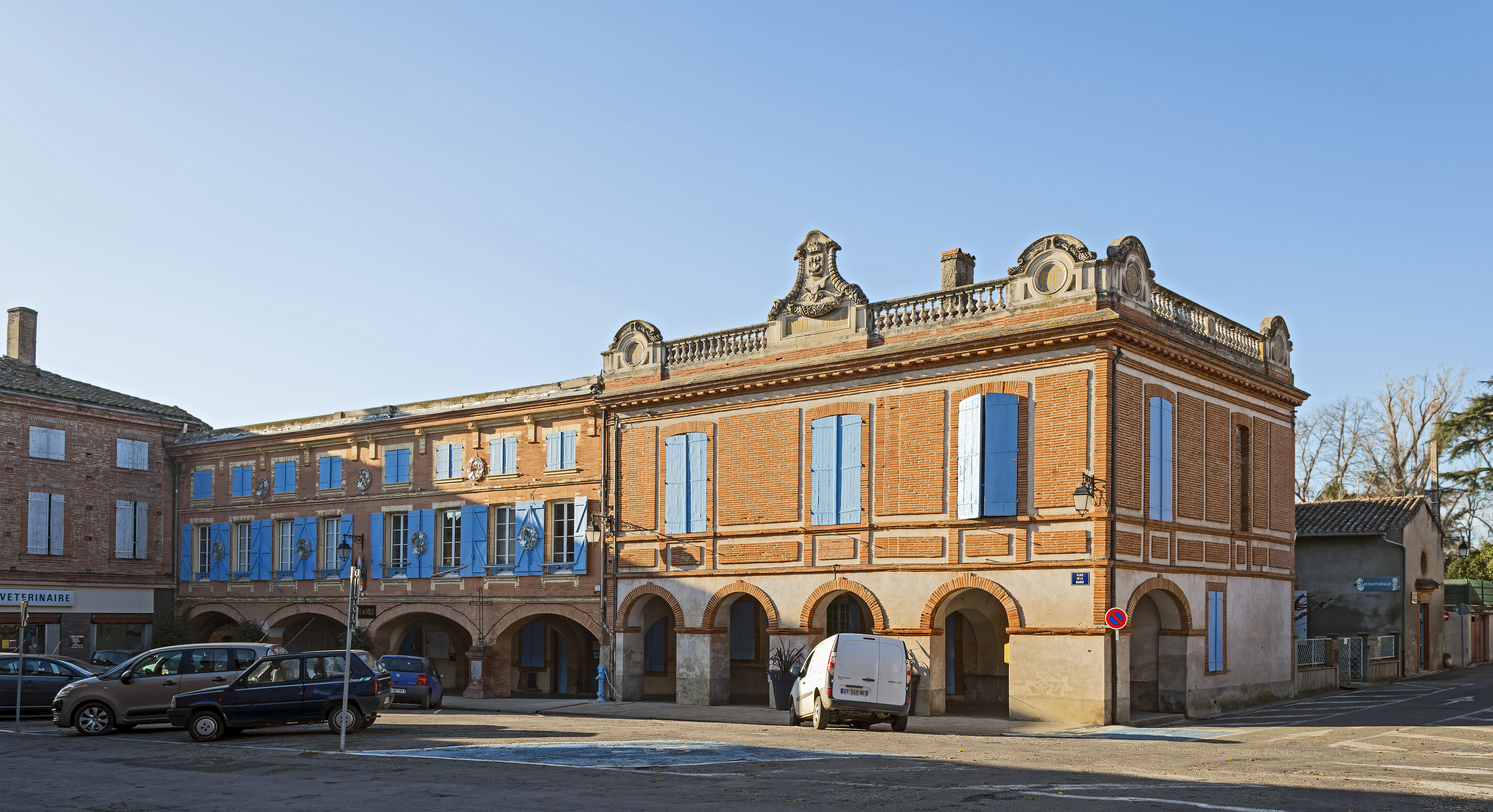
L'hôtel de ville.

### Administration municipale
Le nombre d'habitants au recensement de 2011 étant compris entre 5 000 habitants et 9 999 habitants au dernier recensement, le nombre de membres du conseil municipal est de vingt neuf,.
En 2015, la ville de Montech comptait 6 246 habitants.

### Rattachements administratifs et électoraux
La commune fait partie de la deuxième circonscription de Tarn-et-Garonne de la communauté de communes Garonne et Canal et du canton de Montech.

### Liste des maires
| Période                                  | Période        | Identité          | Étiquette        | Qualité |
| ---------------------------------------- | -------------- | ----------------- | ---------------- | --- |
| 1908                                     | 1920           | Jules Fourcade    | Rad.             | Négociant Conseiller général du canton de Montech (1908 → 1920) |
| 1920                                     | 1925           | Pierre Combes     | RG               | Conseiller général du canton de Montech (1920 → 1925) |
| 1925                                     | 1928           | Jules Fourcade    | Rad.             | Négociant Conseiller général du canton de Montech (1908 → 1920 puis 1925 → 1931) |
| Les données manquantes sont à compléter. |                |                   |                  | |
| 1935                                     | 1941           | Arnaud Seignouret | SFIO             | |
| Les données manquantes sont à compléter. |                |                   |                  | |
| 1945                                     | 1953           | Arnaud Seignouret | SFIO             | Conseiller général du canton de Montech (1945 → 1951) |
| mai 1953                                 | mars 1965      | Justin Lacaze     | Rad.             | Conseiller général du canton de Montech (1951 → 1964) |
| mars 1965                                | mars 1977      | Marcel Delbosc    |                  | |
| mars 1977                                | 1979           | Jean Augé         | DVG              | Conseiller général du canton de Montech (1976 → 1982) |
| 1979                                     | mars 1989      | René Cantaloup    |                  | |
| mars 1989                                | mars 2008      | Robert Lagrèze    | RPR puis UMP/DLR | Chef d'entreprise retraité Conseiller régional de Midi-Pyrénées [Quand ?] |
| mars 2008                                | 5 février 2011 | Valérie Rabassa   | UMP              | Économiste Conseillère régionale de Midi-Pyrénées (2004 → 2015) Présidente de la CC Garonne et Canal (2008 → 2011) |
| 5 février 2011                           | En cours       | Jacques Moignard  | PS               | Retraité de l'éducation spécialisée Député de la 2e circonscription de Tarn-et-Garonne (2012 → 2016) Conseiller général du canton de Montech (1982 → 2012) Président de la CC Garonne et Canal (2011 → 2016) 1er vice-président de la CC Grand Sud Tarn-et-Garonne (2017 → ) |
| Les données manquantes sont à compléter. |                |                   |                  | |

- Le 16 mars 2008, pour la première fois une liste conduite par une femme, Valérie Rabassa, remporte les élections avec 48,91 % des voix face à celle du maire sortant, Robert Lagrèze, qui n'obtient que 38,29 %[44].
- En octobre 2010, 11 conseillers municipaux démissionnent, dénonçant  « le comportement autoritaire et irrespectueux envers les élus et le personnel de la mairie »[45] de Valérie Rabassa. La vacance d'un tiers des sièges du Conseil municipal provoque des élections municipales anticipées[46] à l'issue desquelles Valérie Rabassa perd la mairie de Montech qui, détenue par la droite depuis plusieurs décennies, passe à gauche[47] le 30 janvier 2011.

### Jumelages
- Masserano (Italie).

## Population et société

### Démographie
L'évolution du nombre d'habitants est connue à travers les recensements de la population effectués dans la commune depuis 1793. Pour les communes de moins de 10 000 habitants, une enquête de recensement portant sur toute la population est réalisée tous les cinq ans, les populations de référence des années intermédiaires étant quant à elles estimées par interpolation ou extrapolation. Pour la commune, le premier recensement exhaustif entrant dans le cadre du nouveau dispositif a été réalisé en 2007.

En 2022, la commune comptait 6 657 habitants, en évolution de +5,72 % par rapport à 2016 (Tarn-et-Garonne : +3,12 %, France hors Mayotte : +2,11 %).
| 1793  | 1800  | 1806  | 1821  | 1831  | 1836  | 1841  | 1846  | 1851  |
| ----- | ----- | ----- | ----- | ----- | ----- | ----- | ----- | ----- |
| 2 530 | 2 428 | 2 609 | 2 698 | 2 574 | 2 643 | 2 743 | 2 758 | 2 671 |

| 1856  | 1861  | 1866  | 1872  | 1876  | 1881  | 1886  | 1891  | 1896  |
| ----- | ----- | ----- | ----- | ----- | ----- | ----- | ----- | ----- |
| 2 637 | 2 696 | 2 606 | 2 753 | 2 720 | 2 722 | 2 705 | 2 531 | 2 459 |

| 1901  | 1906  | 1911  | 1921  | 1926 | 1931 | 1936  | 1946  | 1954  |
| ----- | ----- | ----- | ----- | ---- | ---- | ----- | ----- | ----- |
| 2 467 | 2 415 | 2 382 | 2 315 | 832  | 801  | 2 224 | 2 290 | 2 315 |

| 1962  | 1968  | 1975  | 1982  | 1990  | 1999  | 2006  | 2007  | 2012  |
| ----- | ----- | ----- | ----- | ----- | ----- | ----- | ----- | ----- |
| 2 467 | 2 538 | 2 596 | 2 775 | 3 091 | 3 491 | 4 863 | 5 065 | 5 954 |

| 2017  | 2022  | - | - | - | - | - | - | - |
| ----- | ----- | - | - | - | - | - | - | - |
| 6 349 | 6 657 | - | - | - | - | - | - | - |

| selon la population municipale des années : | 1968 | 1975 | 1982 | 1990 | 1999 | 2006 | 2009 | 2013 |
| Rang de la commune dans le département      | 10   | 8    | 8    | 8    | 8    | 6    | 5    | 5    |
| Nombre de communes du département           | 195  | 195  | 195  | 195  | 195  | 195  | 195  | 195  |

### Enseignement
- L'école maternelle Jean-Larramet ;
- L'école élémentaire Jean-Larramet ;
- L'école élémentaire Saragnac ;
- Le collège Vercingétorix inauguré le 15 octobre 2007 ;
- Le lycée Olympe de Gouges s'est construit sur la commune de Montech. Il a ouvert ses portes à la rentrée 2018.

### Social

#### Association
- La Croix-Rouge est implantée depuis 1961. Son siège social en 2021 est place Jean Jaurès[56] précédemment elle était rue Larramet.

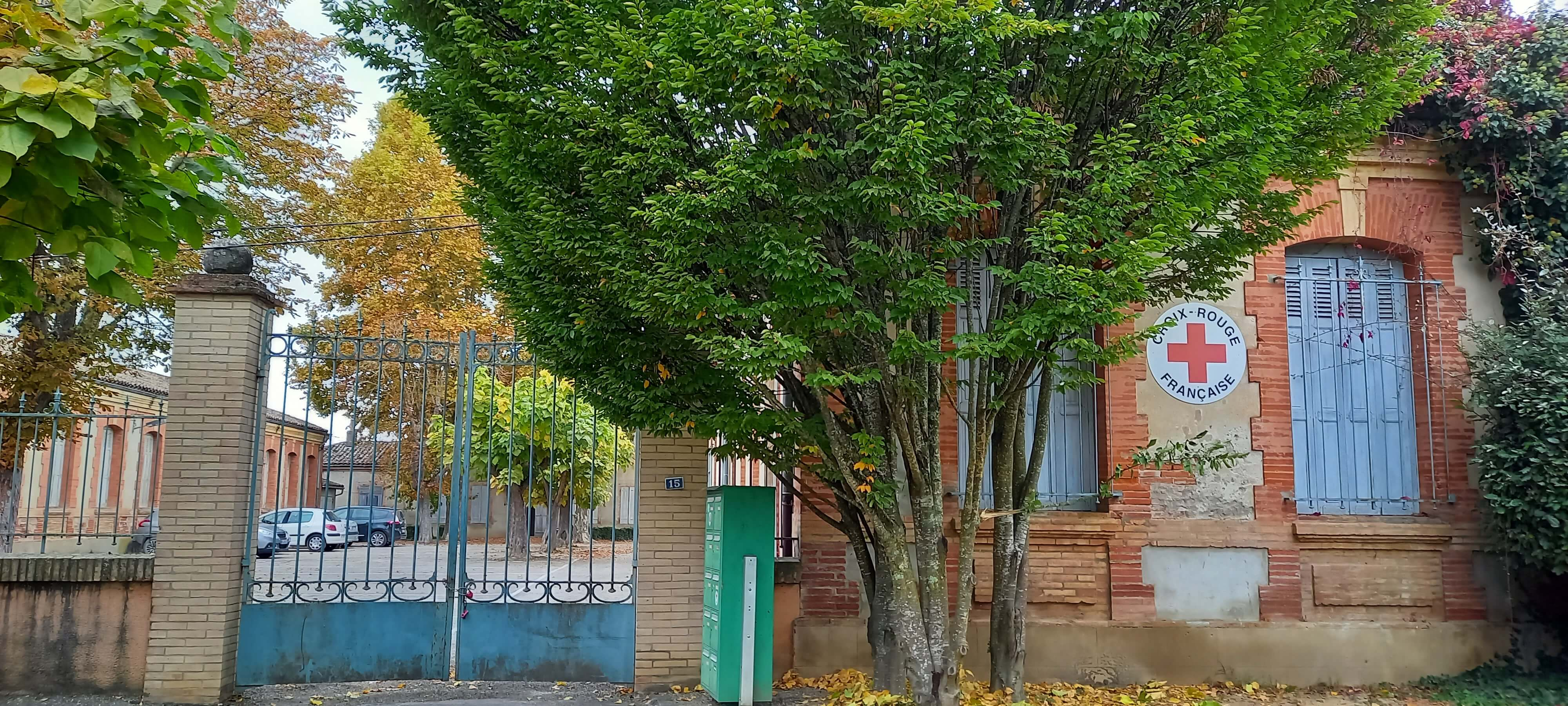
15 place Jean Jaures
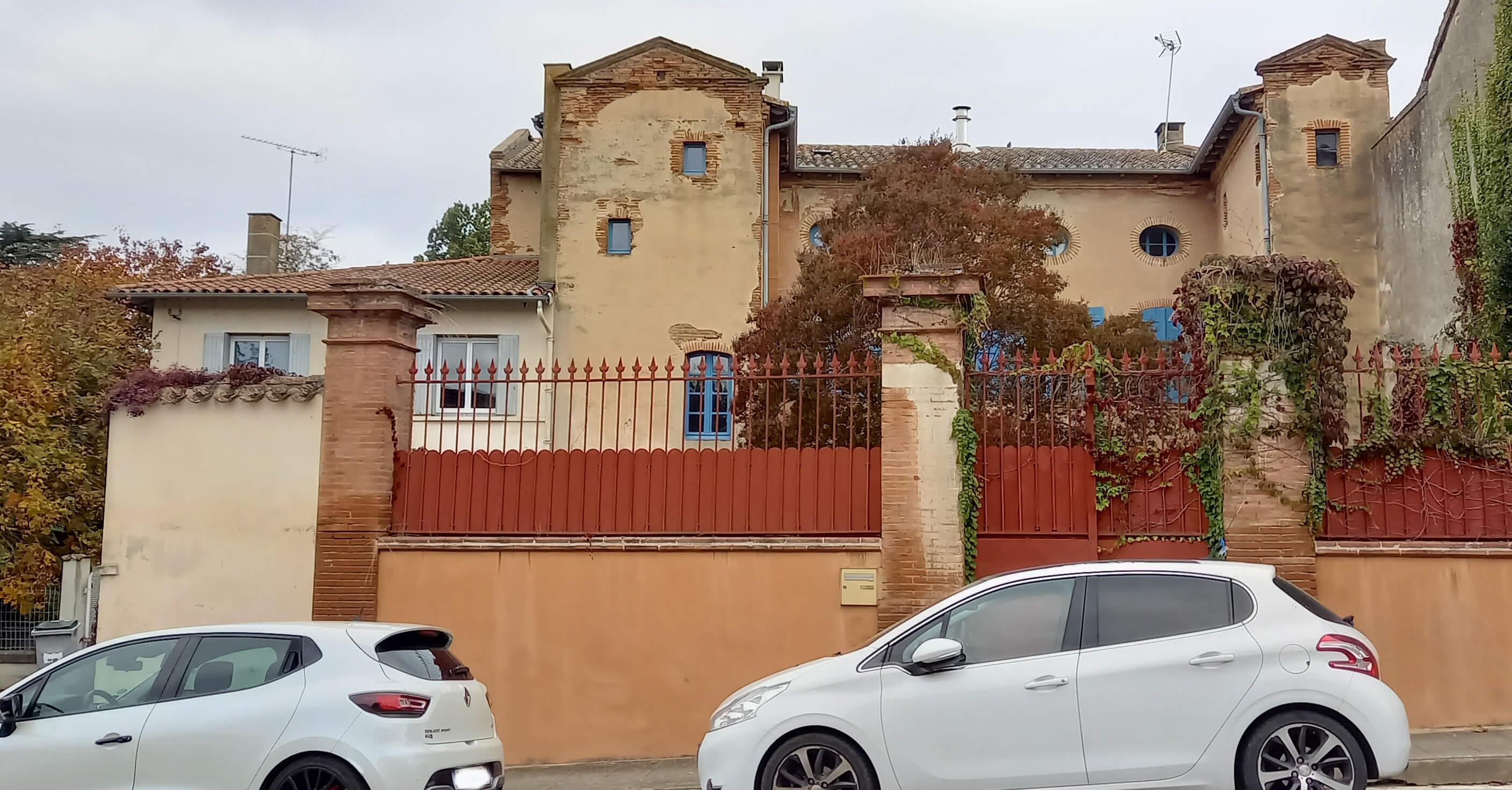
5 rue Larramet

### Sports
- Coquelicot Montechois Rugby
- Coquelicot Montechois Football Club

Tour du Tarn-et-Garonne.

### Fait divers
- Le 19 juin 2006, un violent orage dévaste Montech. En quelques minutes, 90 % des platanes bordant la route départementale 928 sont endommagés par des rafales de vent dépassant 130 à 140 km/h.
- Le 31 août 2015, une violente tempête dévasta les environs et quelques bâtiments. Elle fut également mortelle.

### Projet de parc éolien
Il existe un projet de parc éolien sur la commune.

## Économie

### Revenus
En 2018, la commune compte 2 525 ménages fiscaux, regroupant 6 239 personnes. La médiane du revenu disponible par unité de consommation est de 20 900 € (20 140 € dans le département). 46 % des ménages fiscaux sont imposés (42,6 % dans le département).

### Emploi
|                | 2008  | 2013   | 2018   |
| -------------- | ----- | ------ | ------ |
| Commune        | 8,8 % | 10,1 % | 10,3 % |
| Département    | 8,4 % | 10,2 % | 10,3 % |
| France entière | 8,3 % | 10 %   | 10 %   |

En 2018, la population âgée de 15 à 64 ans s'élève à 3 797 personnes, parmi lesquelles on compte 77,4 % d'actifs (67,2 % ayant un emploi et 10,3 % de chômeurs) et 22,6 % d'inactifs,. Depuis 2008, le taux de chômage communal (au sens du recensement) des 15-64 ans est supérieur à celui de la France et du département.
La commune fait partie de la couronne de l'aire d'attraction de Montauban, du fait qu'au moins 15 % des actifs travaillent dans le pôle,. Elle compte 1 584 emplois en 2018, contre 1 422 en 2013 et 1 221 en 2008. Le nombre d'actifs ayant un emploi résidant dans la commune est de 2 578, soit un indicateur de concentration d'emploi de 61,5 % et un taux d'activité parmi les 15 ans ou plus de 59 %.
Sur ces 2 578 actifs de 15 ans ou plus ayant un emploi, 733 travaillent dans la commune, soit 29 % des habitants. Pour se rendre au travail, 88,2 % des habitants utilisent un véhicule personnel ou de fonction à quatre roues, 2,5 % les transports en commun, 5,6 % s'y rendent en deux-roues, à vélo ou à pied et 3,7 % n'ont pas besoin de transport (travail au domicile).

### Activités hors agriculture

#### Secteurs d'activités
456 établissements sont implantés  à Montech au 31 décembre 2019. Le tableau ci-dessous en détaille le nombre par secteur d'activité et compare les ratios avec ceux du département,.
| Secteur d'activité                                                                                        | Commune | Commune | Département |
| Secteur d'activité                                                                                        | Nombre  | %       | %           |
| --- | ------- | ------- | ----------- |
| Ensemble                                                                                                  | 456     | 100 %   | (100 %)     |
| Industrie manufacturière, industries extractives et autres                                                | 30      | 6,6 %   | (9,6 %)     |
| Construction                                                                                              | 65      | 14,3 %  | (14,9 %)    |
| Commerce de gros et de détail, transports, hébergement et restauration                                    | 120     | 26,3 %  | (29,7 %)    |
| Information et communication                                                                              | 13      | 2,9 %   | (1,9 %)     |
| Activités financières et d'assurance                                                                      | 11      | 2,4 %   | (3,4 %)     |
| Activités immobilières                                                                                    | 18      | 3,9 %   | (3,3 %)     |
| Activités spécialisées, scientifiques et techniques et activités de services administratifs et de soutien | 65      | 14,3 %  | (14,1 %)    |
| Administration publique, enseignement, santé humaine et action sociale                                    | 84      | 18,4 %  | (13,6 %)    |
| Autres activités de services                                                                              | 50      | 11 %    | (9,3 %)     |

Le secteur du commerce de gros et de détail, des transports, de l'hébergement et de la restauration est prépondérant sur la commune puisqu'il représente 26,3 % du nombre total d'établissements de la commune (120 sur les 456 entreprises implantées  à Montech), contre 29,7 % au niveau départemental.

#### Entreprises et commerces
Les cinq entreprises ayant leur siège social sur le territoire communal qui génèrent le plus de chiffre d'affaires en 2020 sont : 
- Dechets Recuperation Industriels Et Menagers De Montech - Drimm, traitement et élimination des déchets non dangereux (38 009 k€)
- Sylveric, hypermarchés (26 099 k€)
- David Services SARL, commerce et réparation de motocycles (2 518 k€)
- Transports Terrancle, transports routiers de fret interurbains (2 347 k€)
- Janary, commerce d'alimentation générale (2 091 k€)

### Agriculture
La commune est dans les « Vallées et Terrasses », une petite région agricole occupant le centre et une bande d'est en ouest  du département de Tarn-et-Garonne. En 2020, l'orientation technico-économique de l'agriculture  sur la commune est la culture de fruits ou d'autres cultures permanentes.
|               | 1988  | 2000  | 2010  | 2020  |
| ------------- | ----- | ----- | ----- | ----- |
| Exploitations | 98    | 60    | 48    | 49    |
| SAU (ha)      | 2 123 | 2 259 | 2 099 | 2 254 |

Le nombre d'exploitations agricoles en activité et ayant leur siège dans la commune est passé de 98 lors du recensement agricole de 1988  à 60 en 2000 puis à 48 en 2010 et enfin à 49 en 2020, soit une baisse de 50 % en 32 ans. Le même mouvement est observé à l'échelle du département qui a perdu pendant cette période 57 % de ses exploitations,. La surface agricole utilisée sur la commune a quant à elle augmenté, passant de 2 123 ha en 1988 à 2 254 ha en 2020. Parallèlement la surface agricole utilisée moyenne par exploitation a augmenté, passant de 22 à 46 ha.

## Culture locale et patrimoine

### Lieux et monuments
- Le colombier de Saint-Cyr, en brique, datant du XVIIIe inscrit au titre des monuments historiques[63].
- Pente d'eau de Montech, ascenseur à bateaux unique au monde de ce modèle, sur le canal latéral de la Garonne qui traverse la commune.
- Le kiosque à musique restauré et enrichi d'un carillon en 2007.
- Église Notre-Dame-de-la-Visitation des XIVe et XVe. L'édifice a été classé au titre des monuments historiques en 1910[64]. L'orgue est référencé dans la base Palissy[64].

L'église de Notre-Dame-de-la-Visitation présente plusieurs éléments remarquable dont de fonts baptismaux à godrons en marbre rouge, de forme ovale en deux parties du XVIIIe siècle. Le Christ en croix du maître-autel est une œuvre allemande du XIVe siècle. L'orgue de tribune est un Magen (1842 et 1858) - remanié par Puget (1950-1952) - puis Decavèle (2001). Il présente deux claviers de cinquante-six notes et pédalier de trente notes à transmissions mécaniques. Depuis 1992, l'orgue est classé monument historique. Les stalles et les boiseries néogothique du chœur, une peinture murale par Louis Cazottes (1846 - 1934) datant de 1882 représentant l'apparition de la Vierge à Lourdes.
- Église Notre-Dame de la Feuillade (1872) du faubourg qui porte son nom.

Elle mesure 35 m × 20 m pour une hauteur des clochers de 48 m.

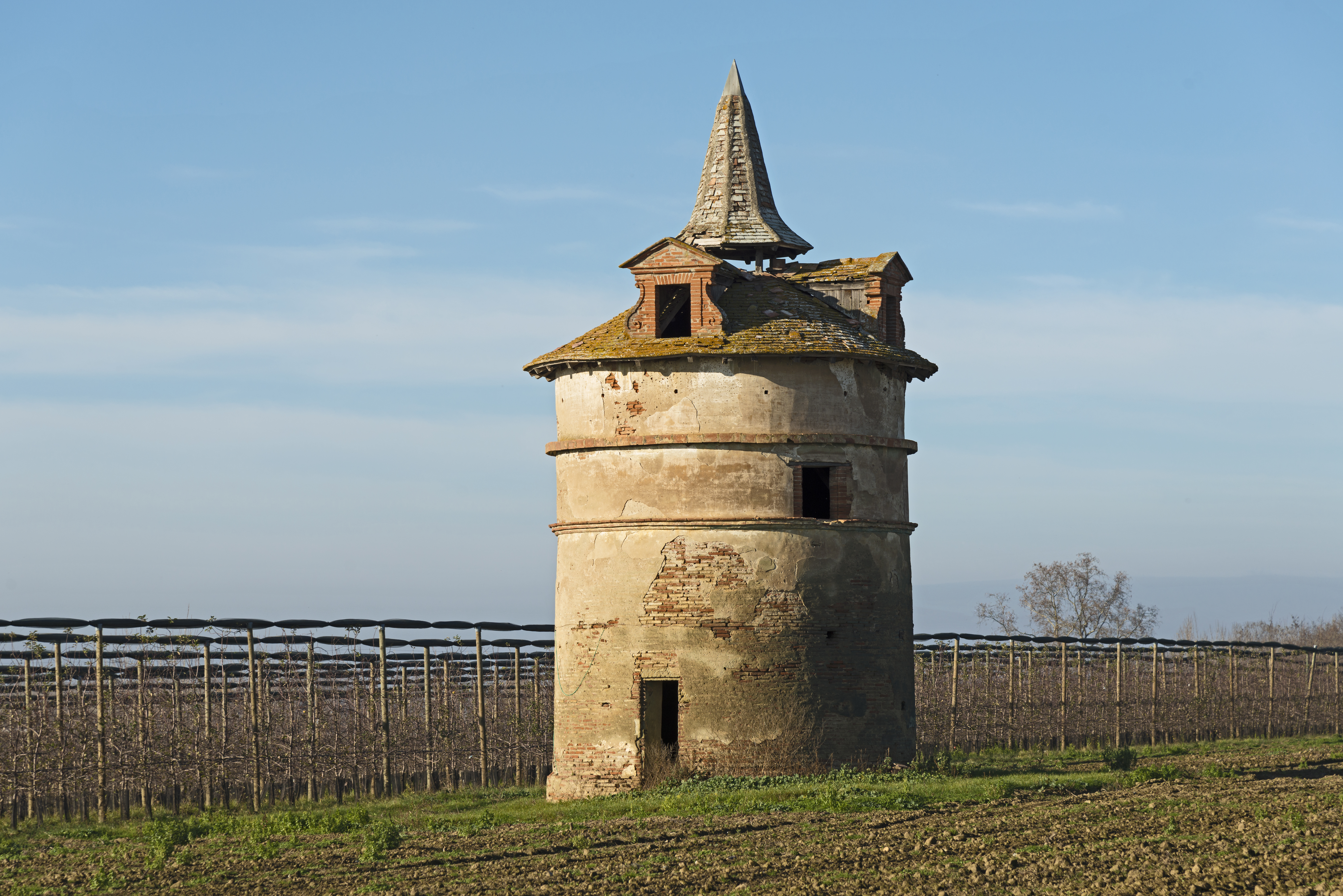
Le colombier de Saint-Cry.
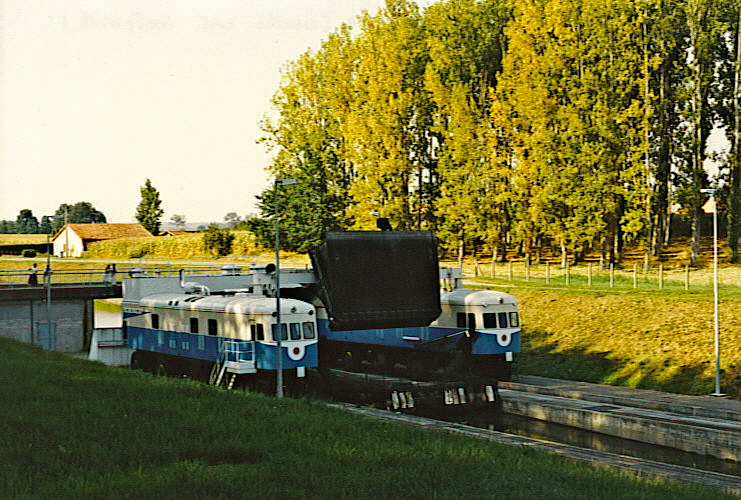
La pente d'eau de Montech.
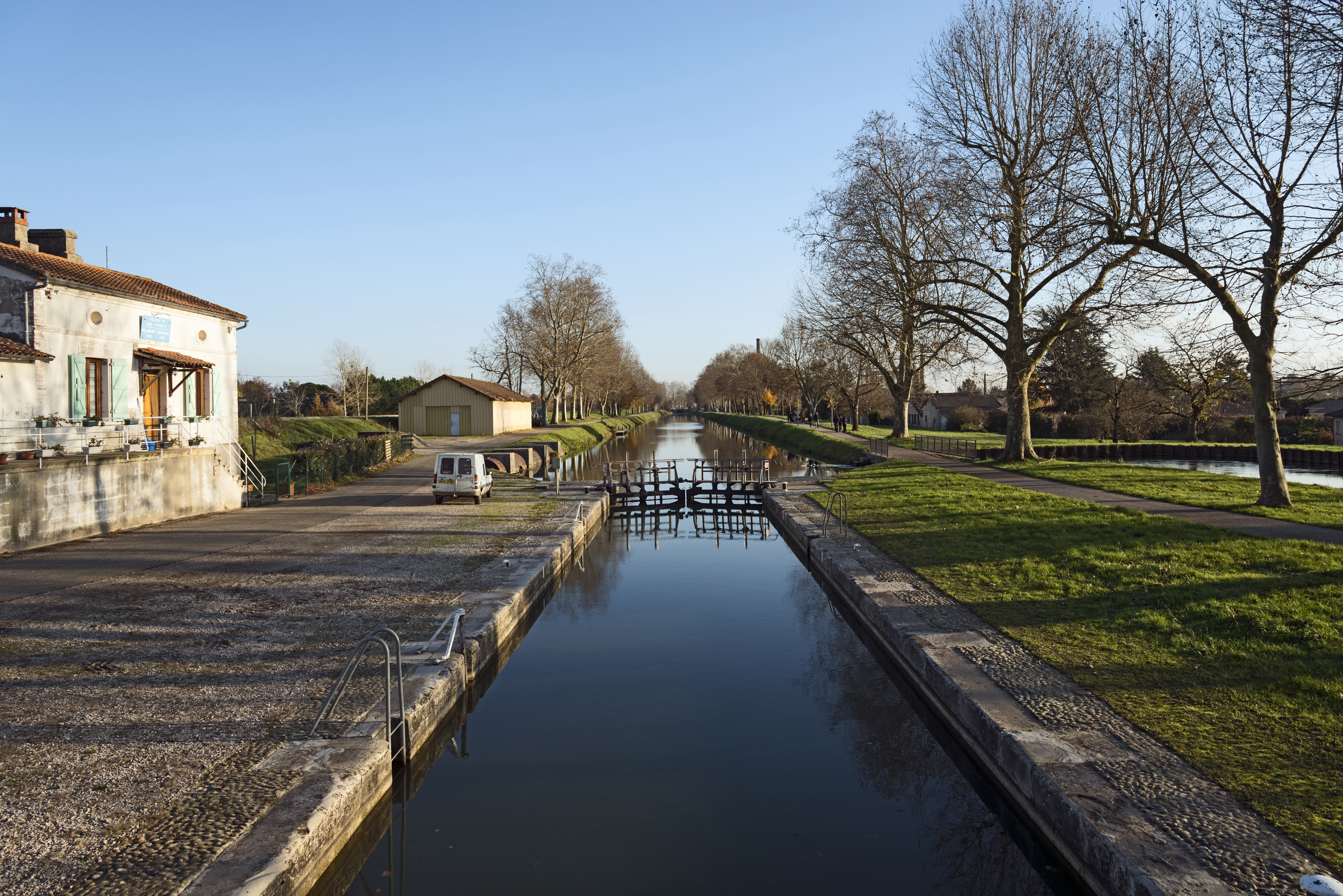
Le canal latéral à la Garonne, écluse des Peyrets.
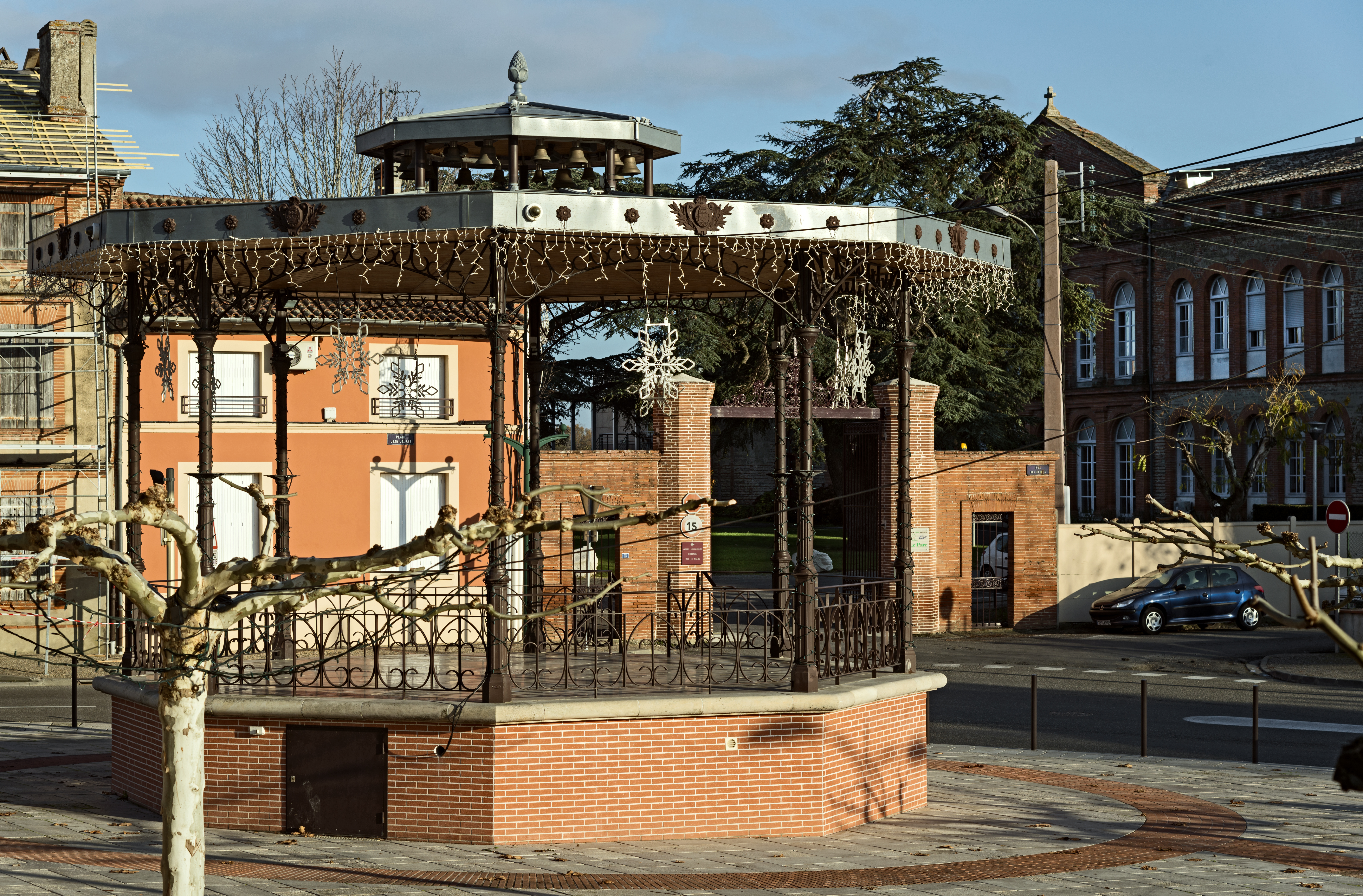
Le kiosque à musique.
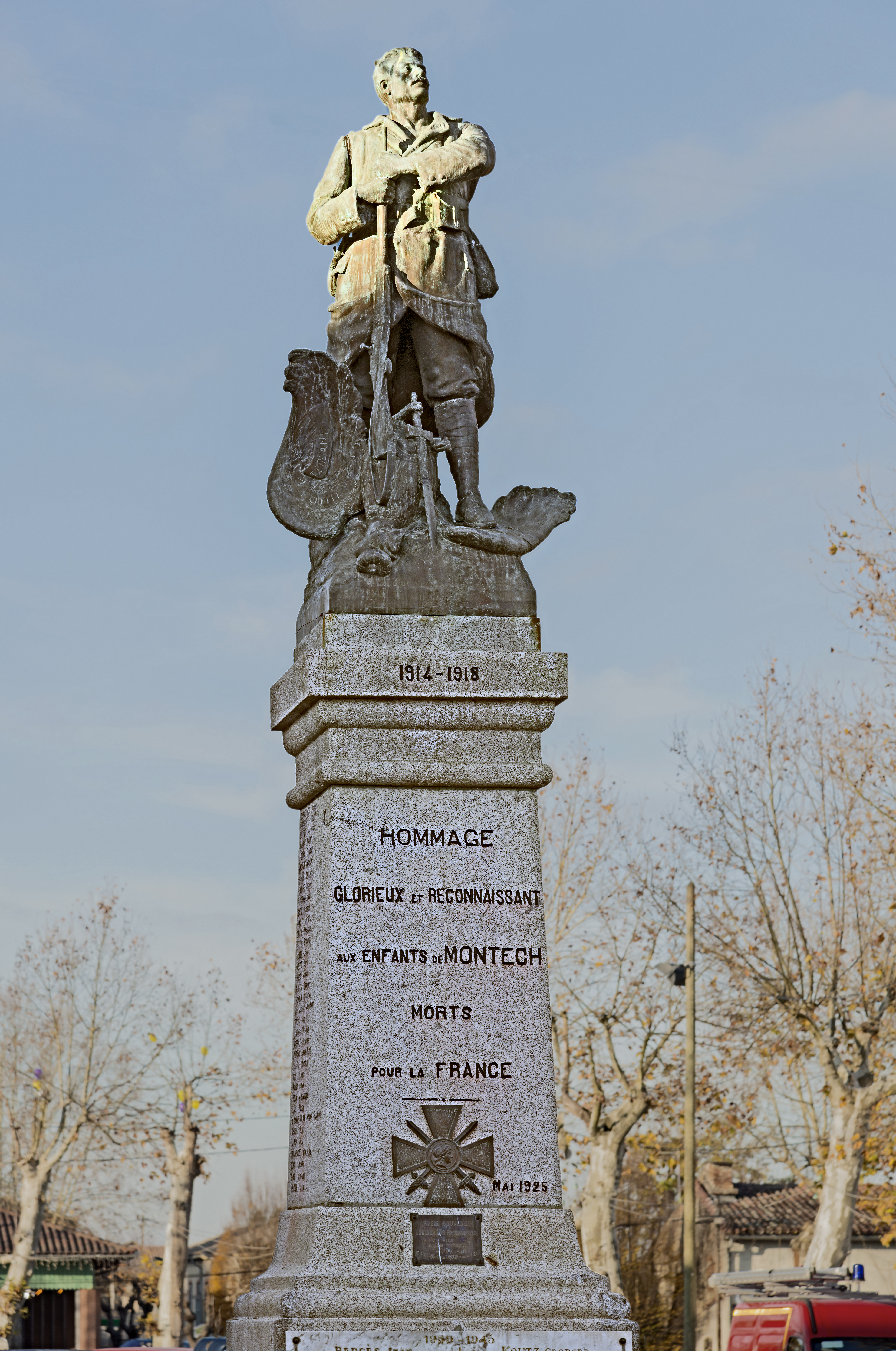
Le monument aux morts.
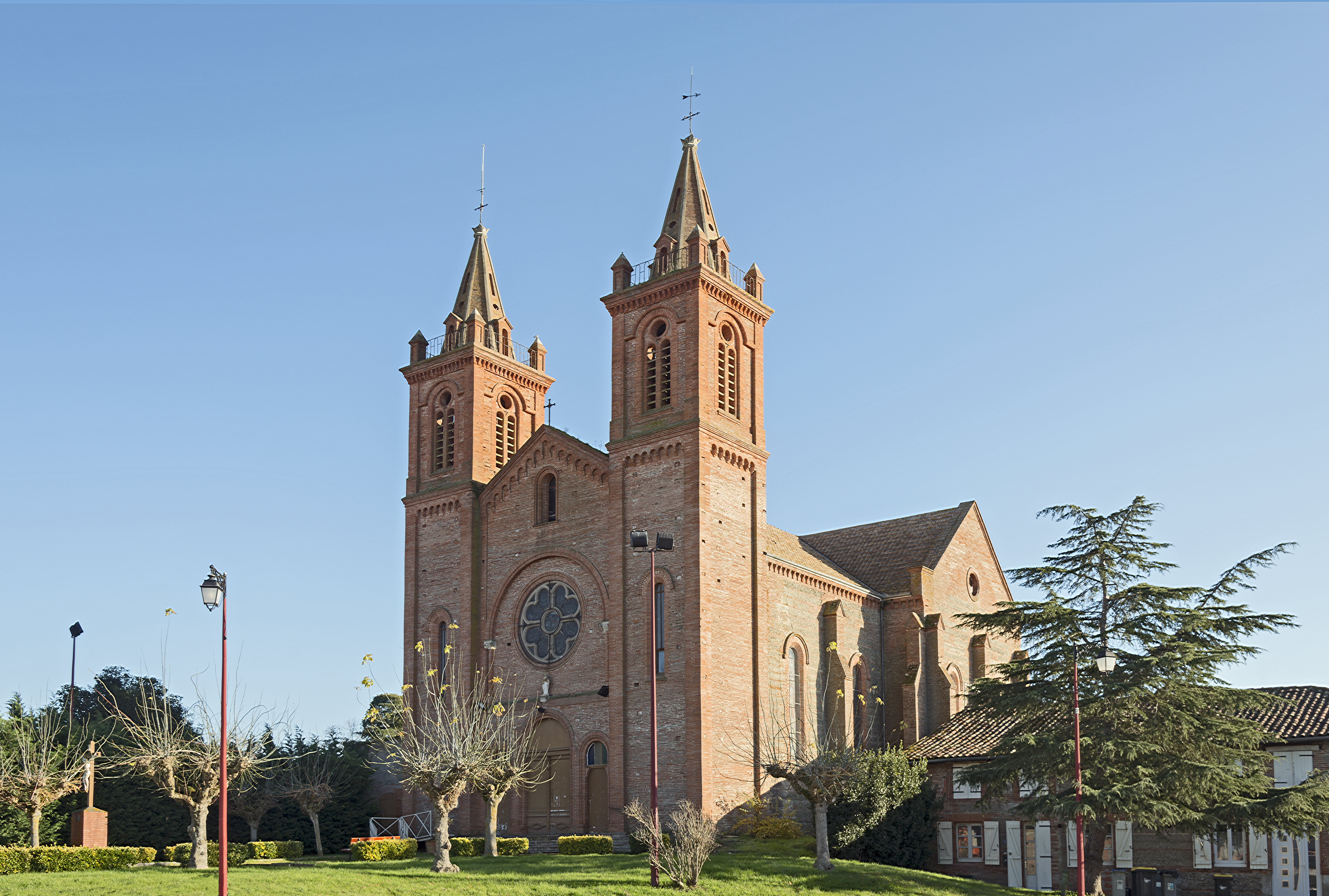
Notre-Dame de la Feuillade.

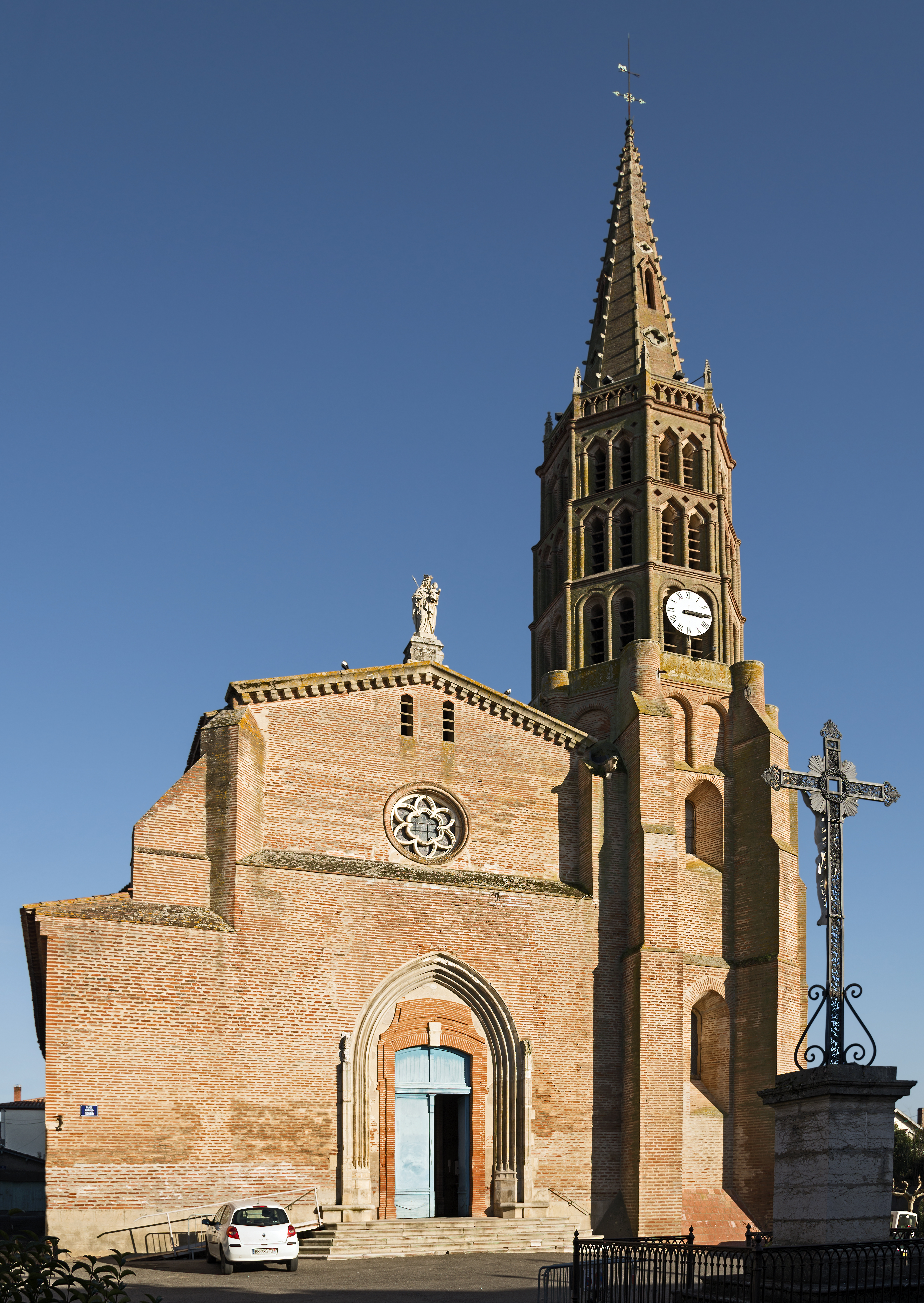
Notre-Dame-de-la-Visitation, la façade.
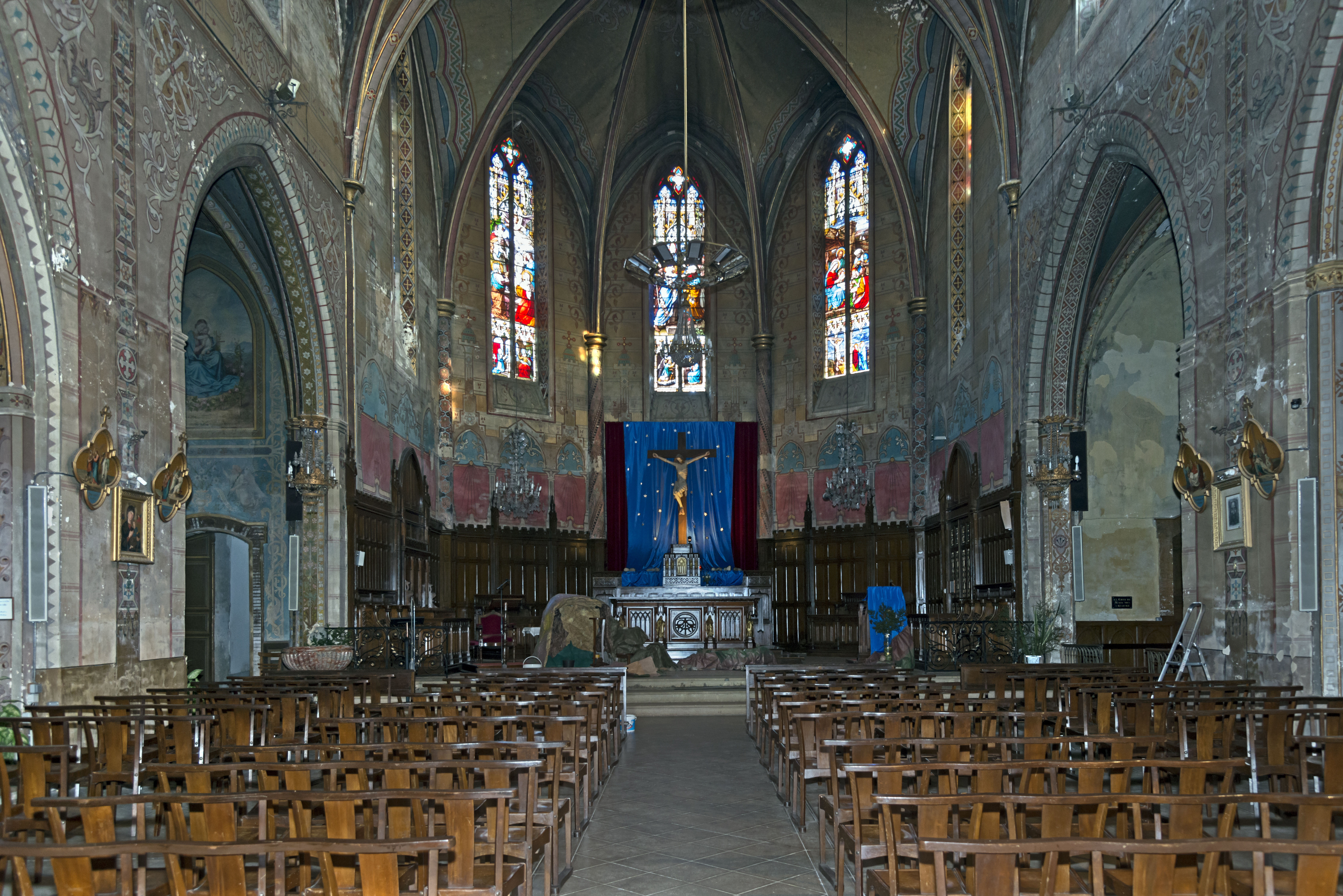
Vue de l'intérieur.
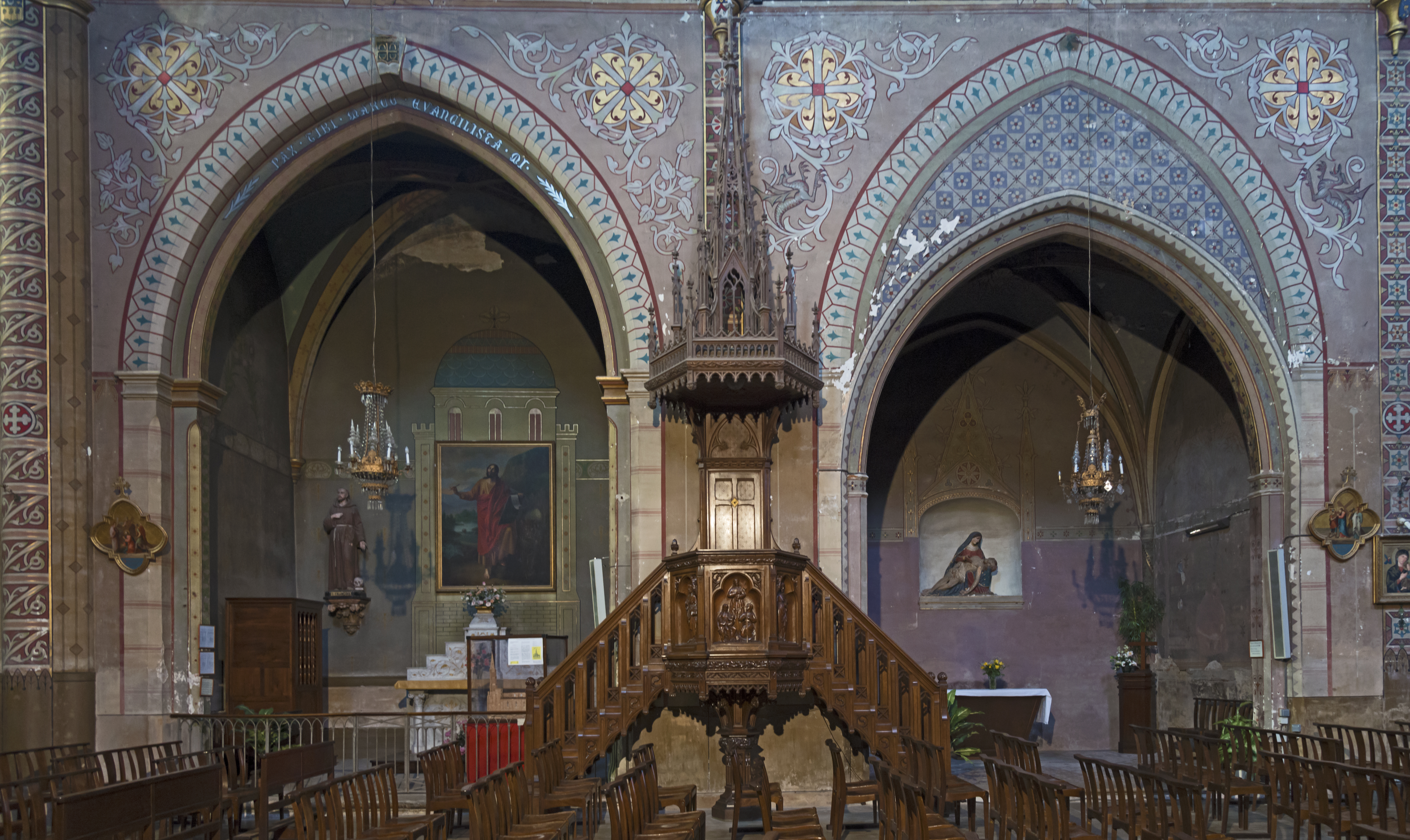
La chaire néogothique.
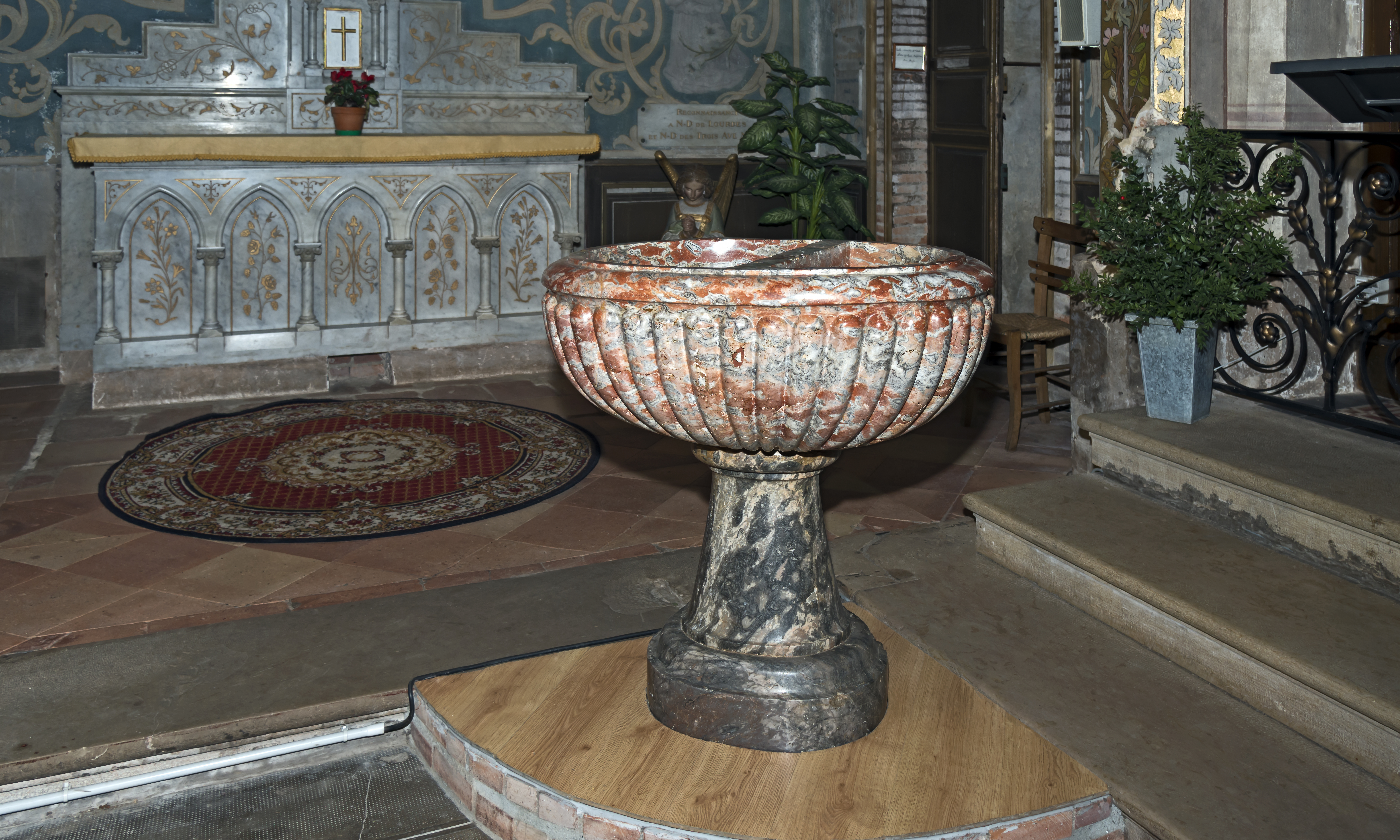
Fonts baptimaux du XVIIIe.
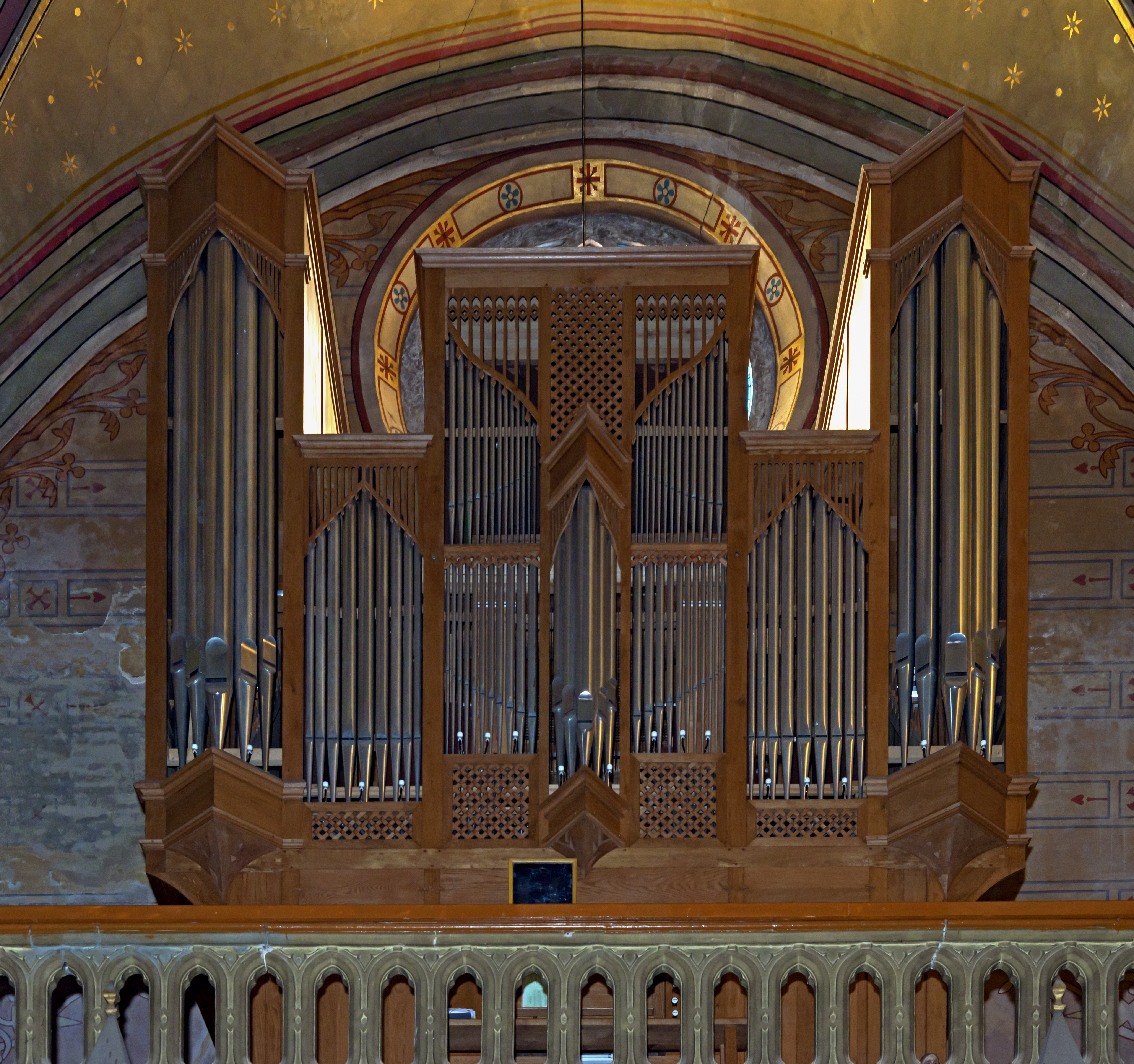
Orgue de tribune.
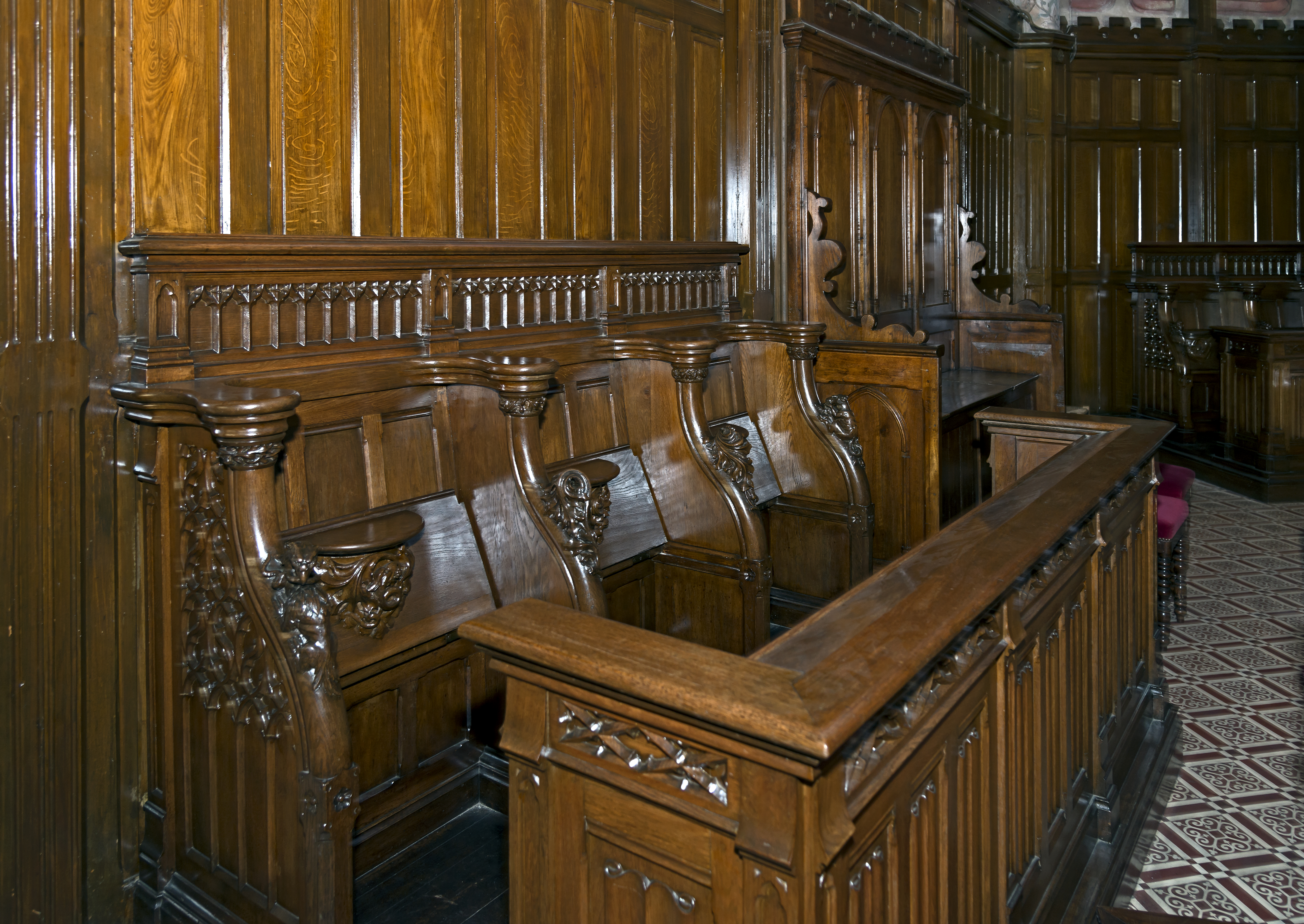
Les stalles et les boiseries du chœur.
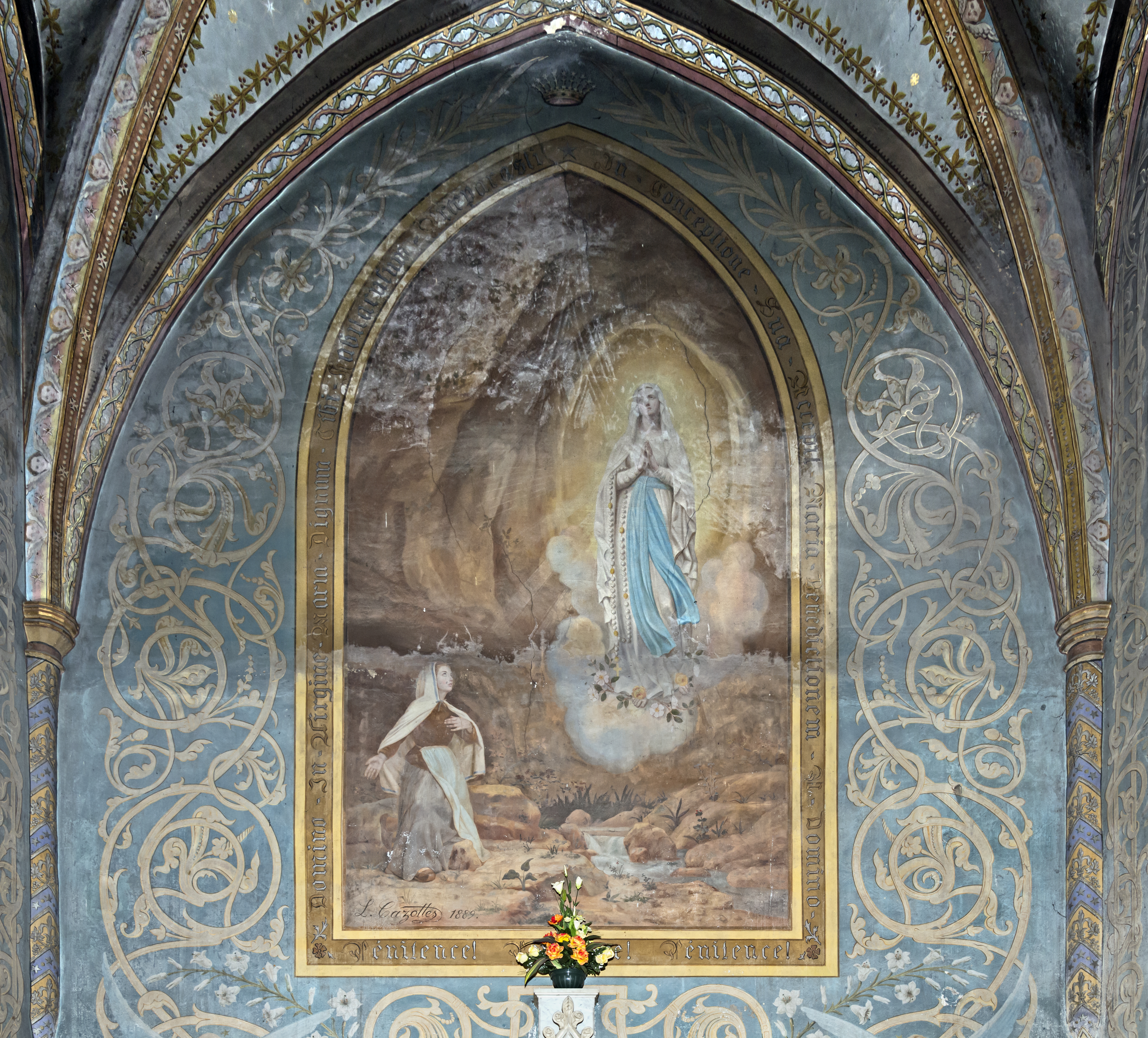
Louis Cazottes : L'apparition de la Vierge.

### Personnalités liées à la commune
- Julien-Bernard-Dorothée de Mazade-Percin (1750-1823), né à Montech, homme politique de la Révolution française, député de la Haute-Garonne.
- François-Henri de Pérignon (1793-1841), militaire et homme politique né à Montech, siége à la Chambre des pairs en remplacement de son père.
- André Abbal.
- André Bonnet, héros de la résistance, membre du réseau Alliance. Arrêté en octobre 1941[66]. Fusillé le 30 novembre 1942 au fort de Romainville[67].
- Clément Michelin (1997), footballeur.

## Pour approfondir